# Geschichte Frankreichs

Inoffizielles Hoheitszeichen der Republik Frankreich

Die Geschichte Frankreichs umfasst die Entwicklungen auf dem Gebiet der Französischen Republik von der Urgeschichte bis zur Gegenwart. Sie beginnt in vorgeschichtlicher Zeit. So lassen sich altsteinzeitliche Wohnhöhlen in der Dordogne und Megalithkulturen in der Bretagne nachweisen. In der Bronzezeit drangen ab 700 v. Chr. Kelten ein. Cäsar eroberte von 58–51 v. Chr. Gallien und inkorporierte das Gebiet in das Römische Reich. Durch die Völkerwanderung im 5. Jahrhundert strömten Franken, Westgoten und Burgunder ins Land und passten sich der gallo-römischen Kultur an. Es folgte die Bildung des Fränkischen Reichs (5.–9. Jahrhundert) durch Chlodwig I., welcher um 500 das Christentum annahm. Pippin der Jüngere begründete 751 die Dynastie der Karolinger. Sein Sohn, Karl der Große (französisch Charlemagne), vereinte das Frankenreich mit Sachsen, Bayern und Oberitalien. 800 ließ er sich vom Papst zum Kaiser krönen.
Die Geschichte Frankreichs als eigenständiger Staat beginnt um 831/832, als Kaiser Ludwig der Fromme (778–840) von seinen Söhnen entmachtet wurde. Sie teilten das Frankenreich im Vertrag von Verdun 843 endgültig in einen östlichen, einen mittleren und einen westlichen Teil. Der westliche Teil kann als der Anfang des heutigen Frankreichs betrachtet werden. Durch das Fränkische Erbrecht kam es in den ersten Jahrhunderten zu einer zunehmenden Zersplitterung des Landes. Im Bund mit der Kirche und den aufstrebenden Städten konnten die Könige gegen die Feudalherren langsam ihre Macht ausweiten. Heinrich II., Herzog der Normandie und seit 1154 König von England, erwarb durch Heirat große Teile Frankreichs und verstärkte so den Einfluss der Engländer im Land. Mit dem Aufstieg der Kapetinger zum Herrschergeschlecht war ein kultureller Höhenflug verbunden. Zudem stärkte Philipp IV. (der Schöne, 1285–1314) die Königsmacht und erkämpfte für Frankreich bis Ende des 13. Jahrhunderts die Vormachtstellung in Europa.
Nach dem Aussterben der Kapetinger erhob der englische König Eduard III. Anspruch auf den französischen Thron und gab damit Anlass für den Hundertjährigen Krieg (1339–1453), in dem Frankreich schließlich von den Engländern befreit und diese somit fast vollständig vom Kontinent vertrieben wurden. Die Valois (1328–1589) wehrten sich mit Hilfe der Eidgenossen siegreich gegen Burgund. Aus dem Streit um die burgundischen Besitzungen entstand der jahrhundertelange Machtkampf gegen die spanisch-habsburgische Macht.
Die Reformation erfasste den Adel und das Bürgertum. 1559–1598 bekämpften sich Katholiken und Hugenotten in den Hugenottenkriegen. Das Edikt von Nantes (1598) sicherte den Hugenotten Religionsfreiheit, wurde jedoch mit dem Edikt von Fontainebleau 1685 weitgehend aufgehoben. Die Jahre der Staatsführung der Kardinäle Richelieu (1624–1642) und Mazarin (1642–1661) stärkten die Zentralgewalt des Königs. Im Dreißigjährigen Krieg (1618–1648) gewann Frankreich die erneute politische und kulturelle Vormacht in Europa. Ludwig XIV. (1661–1715) vollendete den Absolutismus in Frankreich. Er führte eine aggressive Außenpolitik, die Frankreich auf Kosten seiner Nachbarn vergrößerte und in einen weltweiten Dauergegensatz mit England mündete. Dabei verausgabte sich das Land zunehmend, was nach dem langen Spanischen Erbfolgekrieg (1701–1713) zu einer steigenden Staatsverschuldung führte. Die Bauern und Arbeiter waren auch als Folge der kostspieligen Kriege verarmt und das Bürgertum wollte mehr Mitbestimmung. Der Sturm auf die Bastille am 14. Juli 1789 war Sinnbild für den Sturz des Absolutismus und den Beginn der Französischen Revolution, in deren Zuge 1792 die Erste Republik ausgerufen wurde.
Der Machtergreifung Napoleons am 9. November 1799 folgten die Napoleonischen Kriege um die Eroberung Europas, die mit der Schlacht bei Waterloo (18. Juni 1815) in einer endgültigen Niederlage Frankreichs endeten. 1815 wurde Europa durch den Wiener Kongress neu geordnet. Frankreich kam dabei glimpflich davon. Die französische Grenze wurde auf den Stand von 1792 festgelegt, die Monarchie wieder eingesetzt. Mit Ludwig XVIII. kehrte das Haus Bourbon auf den Thron zurück. Die Julirevolution von 1830 zwang seinen Nachfolger Karl X. jedoch zur Abdankung. Es entstand die sogenannte Julimonarchie unter Louis-Philippe I.
Durch die Februarrevolution wurde die Republik 1848 wiederhergestellt. Präsident der Zweiten Republik wurde Louis Napoléon. 1852 ernannte er sich zum Kaiser Napoleon III. (Zweites Kaiserreich 1852–1870). Er trieb Prestigepolitik und erwarb weitere Kolonien in Nord- und Mittelafrika, Madagaskar und Indochina (siehe Imperialismus). Nach der Niederlage im Deutsch-Französischen Krieg (1870/71) wurde er abgesetzt und machte der Dritten Republik Platz.
In Europa bildeten sich nach 1871 zwei Machtblöcke: auf der einen Seite der Zweibund/Dreibund (1879 schlossen das Deutsche Kaiserreich und Österreich-Ungarn den Zweibund; im Mai 1882 trat Italien diesem bei), auf der anderen Seite die Triple Entente aus Frankreich, Großbritannien und Russland (entstanden 1894–1907). Diese Konstellation führte zum Ersten Weltkrieg (1914–1918). Am Ende stand Frankreich auf der Seite der Sieger. Auf den Ausbruch des Zweiten Weltkrieges (1. September 1939) war Frankreich wegen innenpolitischer Konflikte militärisch schlecht vorbereitet, die Bedeutung der 1930–1940 gebauten Maginot-Linie zur Verteidigung des Landes wurde überbewertet. Nach einem monatelangen „Sitzkrieg“ begann die Wehrmacht am 10. Mai 1940 den Westfeldzug mit einem schnellen Einmarsch in den Benelux-Ländern. Anfang Juni vertrieb sie die britischen Truppen vom Festland (Schlacht von Dünkirchen); Mitte Juni besetzte sie kampflos Paris. Am 22. Juni 1940 unterschrieb Frankreich den kapitulationsähnlichen Waffenstillstand von Compiègne, wodurch Frankreich im weiteren Kriegsverlauf in eine besetzte Zone im Norden und eine unbesetzte Zone im Süden geteilt wurde. Zunächst regierte das Vichy-Regime den Süden; im November 1942 besetzten Truppen der Wehrmacht auch den Süden („Unternehmen Anton“). Charles de Gaulle nahm die Befreiung von Paris am 25. August 1944 zum Anlass, die Vierte Republik auszurufen.
Die französischen Kolonien strebten nach 1945 nach Unabhängigkeit: Es folgte 1954 der Rückzug aus Indochina, 1956 die Unabhängigkeit Marokkos und Tunesiens. In Algerien, das als Teil vom Mutterland galt, entbrannte 1954–1962 der Algerienkrieg. In allen militärischen Konflikten kam es seitens Frankreichs zu massiven Menschenrechtsverletzungen. Algerien erhielt im Jahr 1962 die Unabhängigkeit. Von 1960 bis 1966 gab es 17 Französische Kernwaffentests in Algerien; beim letzten von vier oberirdischen Tests am 25. April 1961 setzte Frankreich einen Trupp von 300 Soldaten wissentlich ionisierender Strahlung aus.
Von 1958 bis April 1969 amtierte Charles de Gaulle als Präsident der Fünften Republik. Er prägte in dieser Zeit die Entwicklung Frankreichs: Er wollte Frankreichs alten Glanz als Weltmacht wiederherstellen, machte Frankreich zur Atommacht (Force de dissuasion nucléaire française) und trieb die Normalisierung der deutsch-französischen Beziehungen voran (Élysée-Vertrag 1963).

## Übersicht

### Republiken und Monarchien
Das heutige Frankreich (Französische Republik, République Francaise) wird als Fünfte Französische Republik verstanden und versteht sich staatsgeschichtlich als Nachfolger früherer Republiken. Die erste französische Republik war 1792 ausgerufen worden und existierte bis 1804. Zu den französischen Monarchien siehe Liste der Staatsoberhäupter Frankreichs.
Das französische Königreich hat sich im Mittelalter stufenlos aus dem westfränkischen Königreich entwickelt. Letzteres war ein Ergebnis der Teilung des Fränkischen Königreiches im Jahre 843. Das Fränkische Reich entstand, als der im heutigen Belgien herrschende salfränkische König Chlodwig I. (481–511) aus der Dynastie der Merowinger die anderen Frankenreiche (z. B. das der Rheinfranken um Köln) eroberte.
Der Ausdruck Franken steht als Sammelbegriff für verschiedene germanische Gruppen, die im 3. Jahrhundert in den Regionen an Niederrhein und im Rheindelta erstmals geschichtlich fassbar geworden waren.

### Bezeichnung des Staates bzw. der Staatsoberhäupter
Chlodwig I. konnte sich vermutlich erstmals als alleiniger König der Franken bezeichnen. Zuvor hatten mehrere fränkische Könige und Kleinkönige existiert. Nach Chlodwigs Tod im Jahr 511 bis zum Ende der merowingischen Dynastie 751 wurde das fränkische Gesamtreich (Regnum Francorum) abwechselnd durch die fränkischen Teilreiche, wie Neustrien, Austrasien, Burgund und Aquitanien und deren Könige dominiert. Franzien (im Französischen France, also der gleiche Ausdruck wie für „Frankreich“) war eine Art fränkischer Kernraum nördlich der Loire. Nachfolger Chlodwigs I. als Herrscher des Gesamtreiches und König der Franken (Francorum Rex, seltener Rex Francorum) waren unter anderem Chlothar I. (558–561), Chlothar II. (613–629), Dagobert I. (632–639), Chlodwig III. (691–695) oder Childerich III. (743–751).
In der karolingischen Epoche bis zur Reichsteilung von Verdun (751–843) bestand die Titulatur König der Franken fort. Karl der Große nahm zudem 800 den Titel eines Römischen Kaisers an, den auch seine Nachfolger übernahmen (siehe Römisch-deutscher Kaiser, Liste der römischen Kaiser (800–924) und Liste der römisch-deutschen Herrscher). Die Teilkönigreiche waren weiterhin von Bedeutung. Die Reichsteilung 843 sah als Ergebnis unter anderem das westfränkische Königreich, aus dem das Königreich Frankreich wurde. Die westfränkischen Herrscher behielten den Titel König der Franken jedoch bis ins 13. Jahrhundert bei, ferner wurden sie weiterhin gewählt. Auch Karl II. (823–877) war römischer Kaiser.
Auch nach dem Dynastiewechsel im westfränkischen Reich von der Karolingern zu den Kapetingern im Jahre 987 – in der Geschichtsschreibung neben 843 oft als Beginn des französischen Königtums angesehen – bestand der Titel König der Franken (Roi des Francs) noch lange fort. Mitkönige sicherten den dynastischen Bestand. Bis ins letzte französische Königsjahr 1848 entstammten die Könige aus der Dynastie der Kapetinger, allerdings aus verschiedenen Häusern (direkte Kapetinger 987–1328, Valois und Nebenlinien 1328–1589, Bourbon und Nebenlinien 1589–1792, 1815–1848).
Philipp II. (1180–1223) verwendete um 1190 erstmals den Titel König von Frankreich (Roi de France, Franciae Rex, seltener Rex Franciae). Ludwig IX. (1214–1270) wechselte während seiner Regierungszeit in der offiziellen Bezeichnung von König der Franken zu König von Frankreich. Der Titel König der Franken bleibt aber bis zu Philipp IV. (1268–1314) in Gebrauch. Auf Münzen findet sich Francorum Rex sogar bis ins 17. Jahrhundert.
Die Titulatur König von Frankreich und Navarra (Roi de France et de Navarre) galt 1285–1328, 1589–1789 und 1815–1830. Zwischen 1328 und 1589 wurde wieder lediglich König von Frankreich verwendet. Nach Beginn der Französischen Revolution wechselte Ludwig XVI. 1789 zum Ausdruck König der Franzosen (Roi des Français); dieser Titel wurde bis 1792 und dann wieder 1830–1848 verwendet. Anstelle auf das Territorium wurde nun auf die Bevölkerung Bezug genommen. Der Zusatz Allerchristlichster König war unter Karl VII. aufgekommen. Die Kaisertitel der Jahre 1804–1815 und 1852–1870 waren Empereur des Français (Kaiser der Franzosen).
Parallel zur Bezeichnung des Herrschers kam der Ausdruck Königreich Frankreich (Royaume de France) ebenfalls im 13. Jahrhundert auf und in Gebrauch und ersetzte Royaume des Francs (Königreich der Franken) bzw. Francie occidentalis (westliches Franken). 1791 (zwei Jahre nach der Französischen Revolution) wurde aus der absoluten eine konstitutionelle Monarchie, aus dem Königreich Frankreich für ein Jahr das Königreich der Franzosen (Royaume des Français).
Bezeichnungen der Staatsoberhäupter bzw. obersten Organe (ohne Übergangsphasen):
- 5.–12./13. Jahrhundert: König der Franken
- 12./13. Jahrhundert–1791: König von Frankreich (und Navarra)
- 1791–1792: König der Franzosen
- 1792–1794: Nationalkonvent (Maximilien de Robespierre)
- 1795–1799: Direktorium (Paul de Barras)
- 1799–1804: Konsulat (Napoleon Bonaparte)
- 1804–1815: Kaiser der Franzosen
- 1815–1830: König von Frankreich und Navarra
- 1830–1848: König der Franzosen
- 1848–1852: Präsident der Französischen Republik
- 1852–1870: Kaiser der Franzosen
- 1870–1871: Präsident der Regierung der nationalen Verteidigung (Trochu)
- 1871–1940: Präsident der Französischen Republik
- 1940–1944: Staatschef (Philippe Pétain)
- 1944–1947: Vorsitzender der Provisorischen Regierung
- seit 1947: Präsident der Französischen Republik

Bezeichnungen des Staates:
- 5.–13. Jahrhundert: Königreich der Franken (Royaume des Francs, Fränkisches Reich, Westfrankenreich)
- 13. Jahrhundert–1792: Königreich Frankreich (Royaume de France, Königreich Frankreich)
- 1792–1804: Französische Republik (République française, I. Republik)
- 1804–1815: Französisches Kaiserreich (Empire français, Erstes Kaiserreich)
- 1815–1848: Königreich der Franzosen (Restauration, Julimonarchie)
- 1848–1852: Französische Republik (II. Republik)
- 1852–1870: Französisches Kaiserreich (Zweites Kaiserreich)
- 1870–1940: Französische Republik (III. Republik)
- 1940–1944: Französischer Staat (Etat français, Vichy-Regime)
- 1944–1947: Französische Republik (Provisorische Regierung)
- 1947–1958: Französische Republik (IV. Republik)
- seit 1958: Französische Republik (V. Republik)

## Vorgeschichte und Antike
Zu den bedeutenden Fundorten aus der Zeit des Aurignacien, als auf dem Gebiet des heutigen Frankreich Jäger und Sammler lebten, zählen der Abri de Cro-Magnon und La Ferrassie. Aus dieser Zeit stammen auch die Höhlenmalereien der Chauvet-Höhle und wahrscheinlich auch der Höhle von Lascaux. Aus der mittleren Altsteinzeit sind in weiten Teilen Frankreichs Funde des Moustérien und verwandter Kulturgruppen bekannt. Bis zur Jungsteinzeit drangen südwesteuropäische Bauernkulturen ein (Chassey-Kultur).
Bis 1500 v. Chr. haben sich wie in weiten Teilen Eurasiens und Afrikas weitere Bauernkulturen etabliert. Während der spätbronzezeitlichen Wanderperiode (1250–750 v. Chr.) breiteten sich von Osten her Urnenfelderkulturen aus, im Westen verharrten westeuropäische Bronzekulturen.
Die griechische Kolonisationsphase brachte die Gründung von ionischen Koloniestädten an der französischen Mittelmeerküste: Massalia – Marseille, Olbia, Antipolis – Antibes, Nikaia – Nizza, Agathe, Rhode (Mutterstadt: Phokaia im heutigen Kleinasien).
Im vierten Jahrhundert v. Chr. waren weite Teile Frankreichs Teil des keltischen Kernraums (frühe Latène-Kultur). Die Kelten erreichten im darauffolgenden Jahrhundert die Mittelmeerküste. Zu den keltischen Stämmen zählen zum Beispiel die Aulerci, Biturigen, Arverner, Haeduer, Volcae und Allobroger.
In den Zeiten der Punischen Kriege waren die griechischen Kolonien Südfrankreichs Verbündete Roms. Die Kriegsexpedition der Scipionen gelangte über Massilia und Rhodae in die karthagischen Gebiete der Iberischen Halbinsel (218–209 v. Chr.).
Die Expansion des römischen Reiches brachte auch das westliche Europa unter römische Herrschaft. Kleine Gebiete des heutigen Frankreich im Südosten um Nizza (Nicaea) gehörten bereits zu Ligurien und damit zum italischen Kerngebiet. Die mittelmeernahen Gebiete wurden zwischen 154 und 121 v. Chr. römisch. Zwischen 58 und 51 v. Chr. eroberte Gaius Iulius Caesar im Gallischen Krieg die bis dahin unter keltischer Herrschaft stehenden Gebiete für Rom. Es wurden die römischen Provinzen Gallia cisalpina, Gallia Narbonensis, Gallia Belgica und Gallia Aquitania eingerichtet.
Vor allem das Rhonetal bis Lyon (Lugdunum) und die Mittelmeergebiete gehörten zu den wirtschaftlichen Zentren des römischen Reiches. Von Lyon strahlten einige Haupthandelsstraßen von Süden nach Nordwesten und Nordosten aus. Residenzort war Arelate. Ein bedeutender römischer Flottenhafen befand sich in Forum Iulii.
Kurz vor der römischen Reichsteilung von 395 erstreckten sich die Diözesen XIII (Galliae) und XIV (Septem Provinciarum) über Frankreich, die zusammen mit XII (Britanniae) und XV (Hispaniae) im weströmischen Reich die Präfektur Gallien bildeten.
Im fünften Jahrhundert durchzogen germanische Gruppen weite Teile des römischen Imperiums. Im Gebiet des heutigen Frankreich ließen sich unter anderem die Franken im Norden und die Burgunder im Südosten nieder. 451 besiegten die Römer in der Schlacht auf den Katalaunischen Feldern die Hunnen unter Attila. Nach dem Ende des Weströmischen Reiches um 476 etablierten sich mehrere Reiche:
- Reiche der Franken im Norden (zum Beispiel das Reich der Salfranken)
- Reich der Burgunder im Südosten
- Reich der Westgoten im Südwesten
- Teile im Osten gehörten zum Herrschaftsgebiet der Alamannen.
- Teile im Südosten waren Teil des italischen Reiches des Odoaker.
- Um Paris hatte sich als römisches Restgebiet das Reich des Syagrius gehalten.
- In der Bretagne (Aremorica) ließen sich keltische Bretonen nieder.

In der Folgezeit eroberten die Franken sowohl das Gebiet des späteren Frankreich als auch weite Teile Europas.

## 5. Jahrhundert bis 843: Fränkisches Reich
Der Merowinger Chlodwig I. schaltete die anderen fränkischen Kleinkönige aus und errichtete das Fränkische Reich. Die Merowinger eroberten nach und nach die umliegenden Reiche und Gebiete 502–507 Alamannien, 507–511 Aquitanien von den Westgoten, 531 ebenfalls von den Westgoten das Gebiet des heutigen Gascogne und septimanische Gebiete an der oberen Garonne, 532–534 das Reich der Burgunder und 536 die ostgotischen Mittelmeergebiete um Marseille. Die Bretagne stand in loser Verbundenheit zum Frankenreich.
Im 8. Jahrhundert breiteten sich von Afrika her Mauren nach Europa aus und eroberten Spanien und Septimanien. Sie unterlagen 732 in der Schlacht von Tours und Poitiers dem Frankenreich. 759 wurde auch Septimanien fränkisch. Das Frankenreich wurde seit 751 von den Karolingern geführt.
Unter Karl I. (Karl der Große, Charlemagne) erreichte das Frankenreich seine größte Ausdehnung und beherrschte neben dem Gebiet des späteren Frankreich auch weite Teile des übrigen Europa. Dieses Frankenreich wurde 843 in drei Teile geteilt. Aus dem Westfrankenreich entwickelte sich das Königreich der Franken, das seit dem 13. Jahrhundert „Königreich Frankreich“ genannt wurde.
In den westlichen Gebieten des Fränkischen Reiches entwickelten sich aus dem Vulgärlatein die romanischen Volkssprachen (Langues d’oïl im Norden, Langue d’oc im Süden), in den östlichen Gebieten wurden die germanischen Idiome weiterentwickelt (Althochdeutsch, Altniederdeutsch); bis um 1000 pendelte sich die romanisch-germanische Sprachgrenze zwischen Nordsee und Matterhorn ein.

## 843–1328: Vom Westfränkischen Königreich zum Königreich Frankreich

Teilung des Karolingerreichs im Vertrag von Verdun im Jahr 843:

Mit der Teilung im Vertrag von Verdun begann 843 die Geschichte Frankreichs als eigenständiges Gemeinwesen. Die Söhne des Karolingerkaisers Ludwig I. des Frommen (814–840) teilten das Frankenreich in einen östlichen, einen mittleren und einen westlichen Teil, wie es damals üblich war, wenn der verstorbene Herrscher mehr als einen überlebenden Sohn hatte. Erster König dieses Westfränkischen Reichs, dessen Wurzeln schon in früheren Reichsteilungen in Neustrien und Austrasien begründet liegen, wurde Karl II. der Kahle (843–877); dies kann als Ursprung des heutigen Frankreichs betrachtet werden, wobei der Vertrag von Coulaines 843 nachträglich gleichfalls als Gründungsurkunde erscheint, da er in dem Teilreich ein eigenständiges Verfassungssystem begründete. Französische Gelehrte greifen teilweise noch weiter in der Geschichte aus und sehen Chlodwig I. als ersten König an. Faramund (frz. Pharamond) ist hingegen ein legendenhafter König, der im frühen 5. Jahrhundert gelebt haben soll.
Wie im Ostfrankenreich bilden sich große Territorien: Die Herzogtümer Franzien, Aquitanien (Guyenne), Gascogne, Bretagne und Normandie, die Grafschaften Champagne, Grafschaft Toulouse, Barcelona, Grafschaft Flandern, sowie die Markgrafschaft Gothien. Ursprünglich wurde im Frankenreich das Königreich unter allen Söhnen aufgeteilt. Dies wurde anfangs auch in den drei fränkischen Teilreichen beibehalten. Schon bald änderte sich dies und es bildete sich eine Art staatliche Identität im Westen, Osten sowie in Italien heraus. Das Mittelreich Lotharingien wurde dabei ab 925 endgültig dem Ostreich zugeschlagen. Verbunden war diese Änderung der Sichtweise mit Dynastiewechseln, mit der Einführung neuer Namen für die Reiche sowie mit dem Wechsel von der Erb- zur Wahlmonarchie; durch die Praxis, die Herrschersöhne schon zu Lebzeiten der Väter zu krönen und an der Macht zu beteiligen, wurde in West- und Ostfranken die dynastische Herkunft dominierend. Anders als in Ostfranken/Deutschland, wo die Karolinger 911 ausstarben und während des gesamten Mittelalters nie mehr als fünf Herrscher derselben Dynastie ununterbrochen aufeinanderfolgten, spielten in Westfranken/Frankreich dynastische Kontinuität und das Geblütsrecht bis ins 19. Jahrhundert eine wesentliche Rolle, und die Könige erreichten Anfang des 13. Jahrhunderts sogar die Errichtung einer Erbmonarchie.
Anfangs hatte Westfranken eine starke Stellung unter den Karolingerreichen. Karl II. der Kahle konnte als letzter überlebender Sohn Kaiser Ludwigs I. Italien erwerben und wurde 875 zum Kaiser gekrönt. Durch den frühen Tod seines Sohnes und seiner beiden Enkel löste sich das Reich jedoch auf: 877 wurden Niederburgund (Arelat) und 888 Hochburgund selbstständige Königreiche, und auch die Herrschaft in Italien konnte nicht aufrechterhalten werden. 880 musste der Anspruch auf Lothringen aufgegeben werden, das an Ostfranken fiel. 884 wurde der ursprünglich ostfränkische König und Kaiser Karl III. der Dicke (881–887) Herrscher auch des westfränkischen Reichs, aber wegen seiner Passivität angesichts der normannischen Bedrohung wurde er zur Abdankung gezwungen (Reichstag von Tribur). 888 wurde mit Graf Odo von Paris aus dem Geschlecht der Robertiner ein erster Gegenkönig in Westfranken gewählt. In den nächsten 100 Jahren wechselte die Königsstellung im Westfrankenreich öfter zwischen den Karolingern und den Robertinern. Aber selbst nachdem die Robertiner 987 endgültig die Königsherrschaft im Westfrankenreich übernommen hatten, war das französische Königtum weitgehend auf seinen Kernraum in der Ile de France beschränkt und übte nur eine nominelle Oberherrschaft über die übrigen Herzogtümer in Frankreich aus.
Zu einem Machtfaktor entwickelte sich das burgundische Kloster Cluny und die von ihm ausgehende monastische Reformbewegung (cluniazensische Reform). Der Stifter von Cluny, Herzog Wilhelm der Fromme von Aquitanien, gab dem 910 gegründeten Kloster eine von jeder weltlichen und bischöflichen Gewalt freie Verfassung; es war lediglich dem Papst unterstellt. König Heinrich I. des Ostfrankenreiches (919–936) erteilte dem Kloster das Privileg, Tochterklöster zu gründen und die Reform auch auf diese zu übertragen. Begünstigend für die Ausbreitung war nicht zuletzt das Machtvakuum im Grenzgebiet von Frankreich, Deutschem Reich und dem Arelat, sodass sich die cluniazensische Reform rasch ausbreiten konnte – vor allem im westfränkischen Reich. Das Kloster wuchs im Laufe der Zeit zu einem zentralisierten Mönchsstaat heran, dem im 12. Jahrhundert über 200 Abteien und Priorate unterstellt waren. Cluny entwickelte sich neben dem römisch-deutschen Kaiser zum zweiten bedeutenden abendländischen Machtfaktor dieser Zeit und trug wesentlich zum Mitte des 11. Jahrhunderts eskalierenden Investiturstreit bei.

Frankreich im Jahr 1030. Die Krondomäne, d. h. der eigentliche Königsbesitz, ist hellblau gefärbt.

Nach dem Aussterben der Karolinger wurde 987 Herzog Hugo Capet von Franzien, ein Nachfahre des Gegenkönigs Robert I. aus dem Geschlecht der Robertiner, mit Unterstützung der Kaiserin Theophanu König von Frankreich und begründete die später sogenannte Kapetinger-Dynastie.
1066 konnte Herzog Wilhelm der Eroberer England erobern. Er war gleichzeitig Vasall des französischen Königs. Das englische Königshaus entwickelte sich zur größten Bedrohung für die französische Krone über die nächsten vier Jahrhunderte.

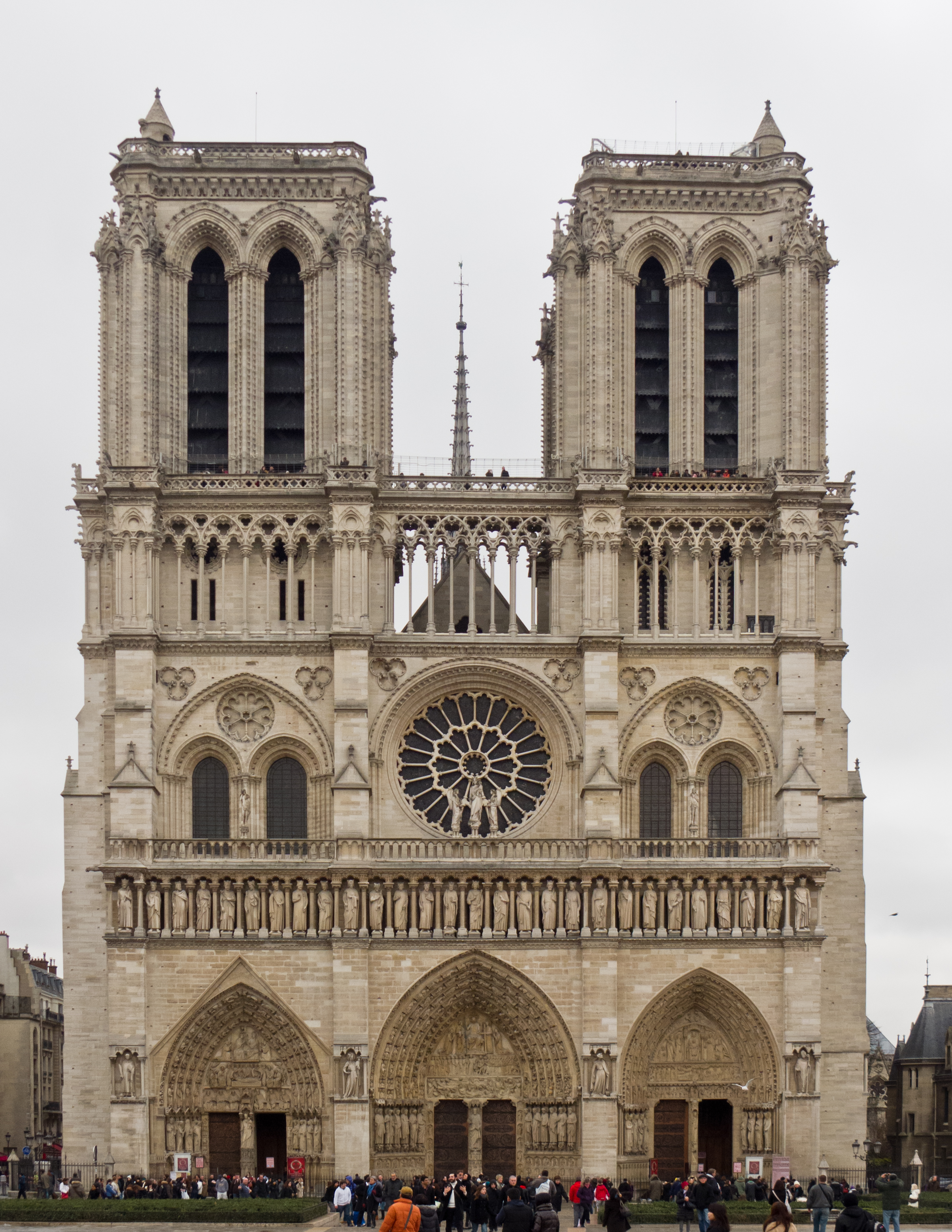
Gotische Kathedrale Notre-Dame de Paris

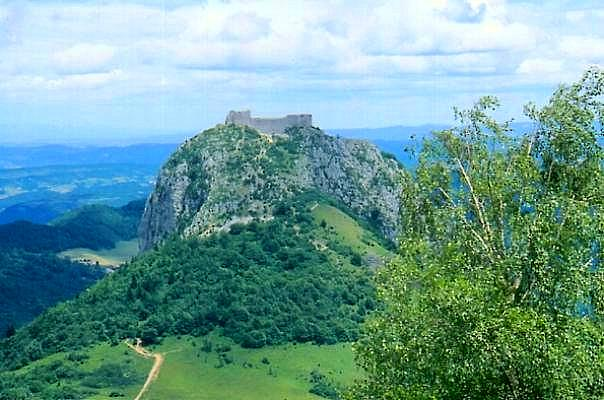
Der Montségur, letzte Bastion der Katharer im Albigenserkreuzzug

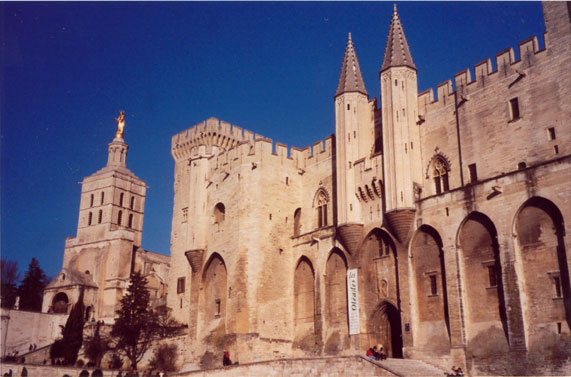
Papstpalast in Avignon

Der Aufstieg der Kapetinger begann mit Ludwig VI. dem Dicken (1106–1137); durch Ausbildung des Lehnsrechts und Privilegierung der Städte konnte er die Stärkung der Krone auf Kosten des niederen Adels einleiten. Ein französisches Nationalgefühl entstand durch den Angriff Kaiser Heinrichs V. 1124 und durch die Kreuzzüge, in denen sich die Franzosen als „auserwähltes Werkzeug Gottes“ sahen. Ludwig verband sich mit dem Papsttum zum „Schutz gegen Deutschland“. Sein Kanzler, der Zisterzienserabt Suger von Saint-Denis, stellte zudem eine Verbindung zwischen der Krone und den Zisterziensern her. Sein Kirchenbau, die Kathedrale von Saint-Denis, ist die Grabstätte fast aller französischen Könige und verkörpert als Initialbau der Gotik, die über die nächsten 250 Jahre die europäische Baukunst dominieren wird, die gewachsene Bedeutung Frankreichs.
Unter Ludwig VII. (1137–1180) widerfuhr der Krone ein ernster Schlag: Ludwigs geschiedene Frau Eleonore von Poitou und Aquitanien heiratete 1152 Heinrich Plantagenet, Herzog der Normandie, Graf von Anjou, Maine und Touraine, der 1154 auch König von England wurde. Das Angevinische Reich nahm damit etwa die Hälfte des französischen Staatsgebiets ein. Ludwigs Sohn Philipp II. August (1180–1223) eroberte im Französisch-Englischen Krieg ab 1202 die Normandie und verdrängte England aus dem Gebiet nördlich der Loire. Die englischen Rückeroberungsversuche konnte er im Schulterschluss mit den Staufern 1214 in der Schlacht bei Bouvines zurückweisen. Im Vertrag von Paris konnte Ludwig IX. der Heilige (1226–1270) die englische Herrschaft auf Teile der Gascogne und Aquitanien im Südwesten Frankreichs beschränken, die unter dem Namen Herzogtum Guyenne zusammengefasst wurden. Der englische König Heinrich III. (England) musste zudem Ludwig IX. als Lehnsherrn anerkennen.
Ein weiterer nahezu unabhängiger Vasall war der Graf von Toulouse, der neben der Grafschaft Toulouse auch über das Languedoc gebot. Zu Beginn des 13. Jahrhunderts unterschied sich der französische Süden kulturell und mit dem Okzitanischen auch sprachlich deutlich vom Norden. Die Verfolgung der „Ketzerei“ im südöstlichen Teil des Reichs löste den Albigenserkreuzzug aus (1209–1229). Erste Ziele der mit äußerster Brutalität vorangetriebenen „Bekehrung“ waren Béziers und Carcassonne. Ursprünglich begonnen durch den Papst, spielten ab 1216 religiöse Fragen dabei nur noch eine untergeordnete Rolle – die Kriegführung lag jetzt beim König. Die Krone war auch hier siegreich, und Toulouse und das Languedoc fielen bis 1271 ebenfalls an sie. Der Papst übernahm die Verfolgung der „Ketzer“ (Katharer). Die zu diesem Zweck gegründete Inquisition erhielt im Languedoc beinahe uneingeschränkte Macht. In der Region kam es hierauf immer wieder zu Aufständen. 1244 wurde in einem letzten Kriegszug die Festung Montségur erobert.
1226 gelang es Ludwig VIII. (Frankreich), das Reich zur Erbmonarchie zu machen, was in Deutschland bis in die Neuzeit allen Herrscherfamilien verwehrt blieb. Nach dem Tod Kaiser Friedrichs II. im Jahre 1250 wurde Ludwig IX. zum mächtigsten Herrscher des Abendlandes.
1246 vergab König Ludwig IX. die 1204 von den Plantagenets an die Krone zurückgefallene Grafschaft Anjou an seinen jüngeren Bruder Karl und begründete so das Haus Anjou. Anjou erwarb in der Folge exterritoriale Gebiete: 1246 die Grafschaft Provence im römisch-deutschen Kaiserreich, 1266–1442 das Königreich Neapel (päpstliches Lehen aus dem staufischen Erbe), 1278–1283 das Fürstentum Achaia (im von den Kreuzfahrern gebildeten Lateinischen Kaiserreich).
König Philipp IV. der Schöne (1285–1314) stärkte das Königtum weiterhin durch kluge Finanzpolitik, die Liquidierung des Templerordens zugunsten der Krone und die Erweiterung der Domaine royal (Krondomäne) um die Champagne. Der Konflikt mit England verschärfte sich aber erneut, und es kam 1297–1305 zu einer ersten militärischen Auseinandersetzung mit den traditionell pro-englischen Städten in Flandern, in der der König aber letztlich die Oberhand behielt.
Auch der Konflikt mit dem Papst um dessen Weltherrschaftsanspruch eskalierte. 1303 setzte Philipp der Schöne den Papst gefangen, und 1309 besiegelte er die Abhängigkeit der Kurie von Frankreich durch deren erzwungene Übersiedlung nach Avignon. Während des nun folgenden mehr als 100-jährigen Papsttums in Avignon erfuhr die Kirche einen starken Autoritätsverlust.
Die Kapetinger-Dynastie erlosch 1328 in der älteren, direkten Linie mit dem Tod König Karls IV. Ihr folgte die Valois-Dynastie, die im Mannesstamm ebenfalls auf Hugo Capet zurückgeht, auf den Thron (bis 1589).

## 1328–1589: Haus Valois

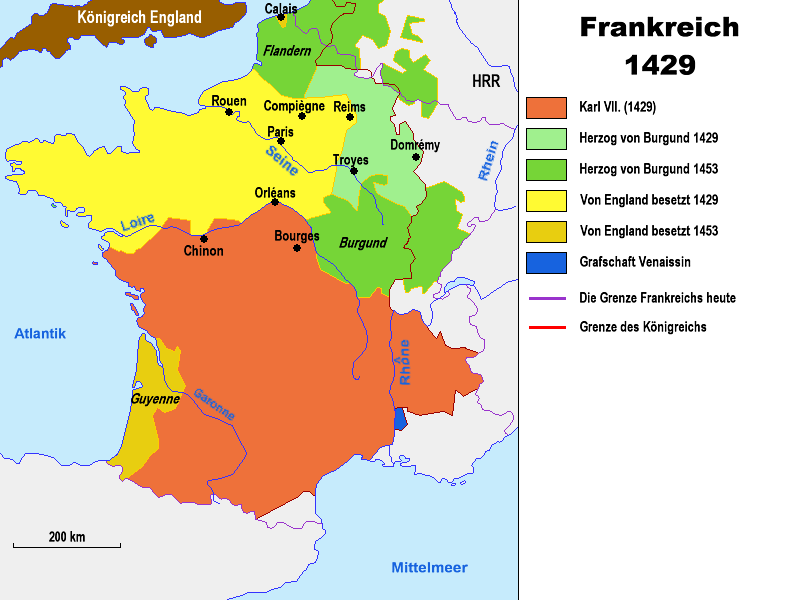
Frankreich 1429 bis 1453

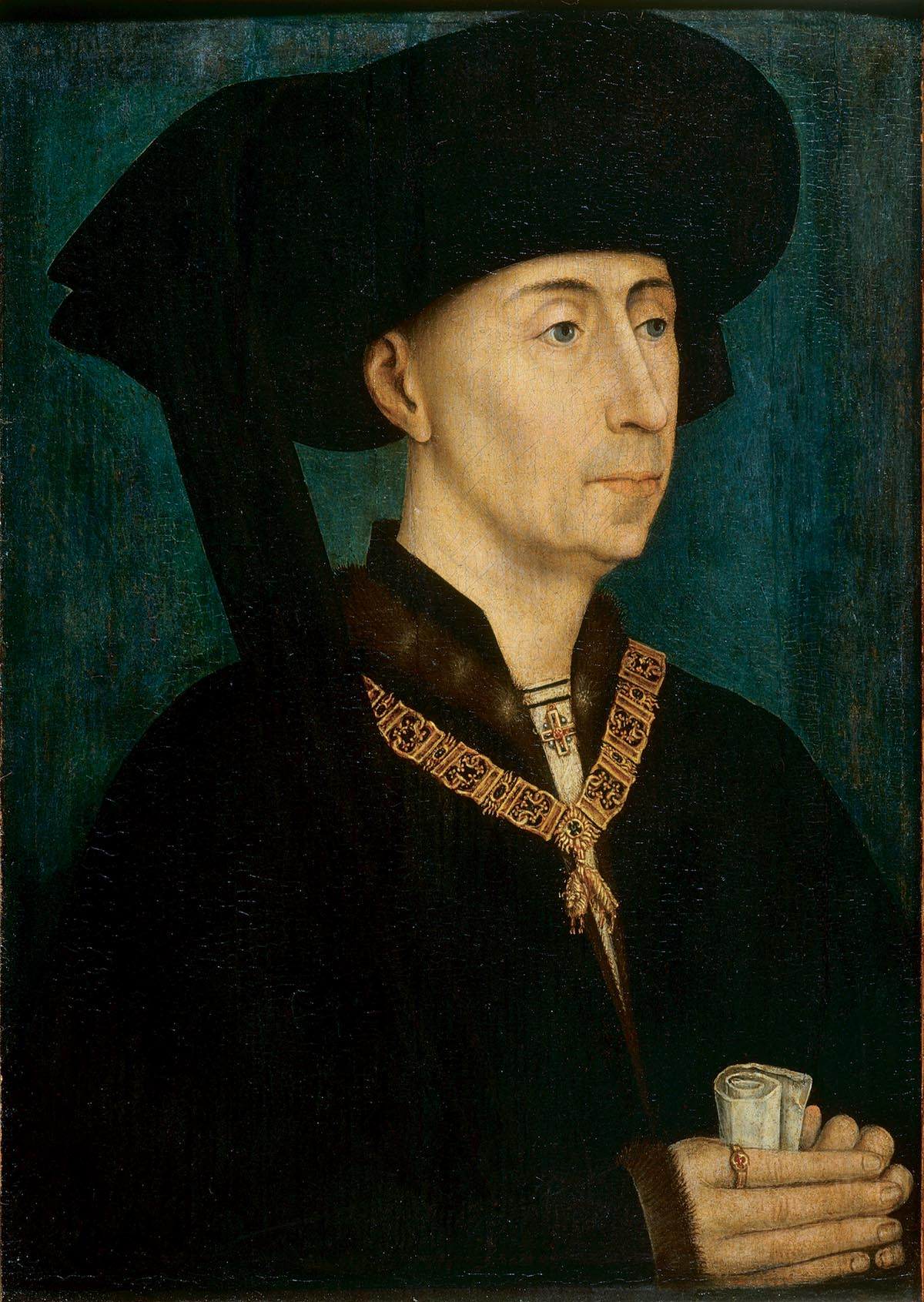
Herzog Philipp der Gute von Burgund, Kriegsgegner König Karls VII.

Nach dem Tod des letzten Kapetingers wurde 1328 nach salischem Erbfolgerecht (männliche Thronfolge) Philipp von Valois, Graf von Anjou, der Cousin des verstorbenen Karl IV. zum neuen König gewählt; er begründete die Valois-Dynastie (bis 1498). Thronansprüche erhob aber ebenfalls Eduard III. Plantagenet, König von England und Herzog von Aquitanien. Eduard war Neffe Karls IV. in weiblicher Folge. Vor diesem Hintergrund kam es 1337 bis 1453 zum Hundertjährigen Krieg. England erzielte große Anfangserfolge und eroberte bis 1360 neben Calais den gesamten Nordwesten Frankreichs. Es kam in Frankreich zu schweren inneren Konflikten – das Land hatte zusätzlich zu der Pestepidemie von 1348 unter den Kriegsfolgen und dem Bürgerkrieg der Armagnacs und Bourguignons zu leiden. Ab 1369 konnte Frankreich den Gegner im Kleinkrieg abnutzen und bis 1380 auf wenige Stützpunkte (Calais, Cherbourg, Brest, Bordeaux, Bayonne) zurückdrängen.
König Johann II. der Gute (1350–1364) belehnte seine jüngeren Söhne mit den wichtigen Territorien Anjou, Berry und Burgund. Diese Nebenlinien der Valois hatten bis 1477 erheblichen Einfluss im Königreich. Insbesondere das Haus Burgund konnte während dieser Zeit einen erheblichen Besitz anhäufen. Einen ersten Schritt dazu unternahm Philipp der Kühne, Herzog von Burgund (1363–1404), als es 1378 zu einer Auflehnung der flandrischen Städte gegen die kriegsbedingt hohe Steuerlast kam. Philipp von Burgund konnte diesen Aufstand niederschlagen und erhielt mit der Hand der flandrischen Gräfin Margarete von Mâle 1384 Flandern, mit dem Artois, Hennegau und der Franche-Comté. Philipp und sein Neffe Ludwig Herzog von Orléans (1392–1407) nahmen weiterhin die Regentschaft für den geisteskranken König Karl VI. (1380–1422) wahr, waren aber untereinander in Machtkämpfe verstrickt.
Es kam zur Staatskrise, als 1415 England mit der Schlacht von Azincourt erneut den Hundertjährigen Krieg aufgriff. Herzog Philipp der Gute von Burgund (1419–1467) stellte sich auf die Seite Englands, als 1419 Anhänger des Dauphin seinen Vater ermordeten. England und Burgund besetzten schnell die Normandie und den Norden Frankreichs einschließlich Aquitanien und der Île-de-France (Krondomäne) mit Paris. Die Rettung kam mit Jeanne d’Arc (auch bekannt als „Jungfrau von Orléans“). Diese konnte den nationalen Widerstand entfachen, zwang 1429 England zur Aufhebung der Belagerung von Orléans und führte Karl VII. (1422–1461) zur Salbung in die Kathedrale von Reims. Schließlich wurde sie von den Burgundern gefangen genommen, an die Engländer verkauft und am 30. Mai 1431 auf dem Scheiterhaufen verbrannt. In Frankreich gilt sie seither als Nationalheldin. Von der Römisch-katholischen Kirche wurde sie 1920 heiliggesprochen. 1435 versöhnte sich der König mit Burgund, 1436 wurde Paris und 1449–1453 schließlich die Normandie zurückerobert. Nach der Schlacht bei Castillon wurde der Krieg beendet.

Frankreich im Jahr 1477

In der Zwischenzeit konnten die Burgunder weiter ihren Herrschaftsbereich ausbauen. Der König konnte 1435 deren Abwendung von England nur durch die Entlassung Burgunds aus der französischen Lehnsabhängigkeit erkaufen. Burgund verdankte seinen Aufstieg der anhaltenden Schwäche der französischen Monarchie. Als jedoch 1461 nach Beilegung des Hundertjährigen Krieges Ludwig XI. den französischen Thron bestieg, änderte sich die politische Lage: Da Burgund nach wie vor als Teil Frankreichs galt, war der Zusammenprall unausweichlich. Der Konflikt wurde noch durch die aggressive Politik Herzog Karls des Kühnen (1467–1477) verschärft, der Burgund zum unabhängigen Königreich erklären wollte. Er traf eine entsprechende Vereinbarung mit dem Habsburger Kaiser Friedrich III. (1440–1493), der aber im Gegenzug die Hand der burgundischen Erbin Maria für seinen Sohn Maximilian forderte. Dem stimmte Karl letztlich auch zu, konnte jedoch die Früchte seiner Politik nicht mehr ernten, da er 1477 in der Schlacht bei Nancy fiel.

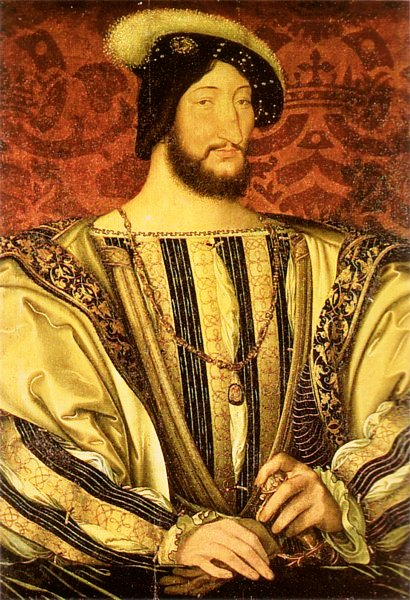
Franz I.

Mit dem Erbfall erhob nun Habsburg Ansprüche auch auf französisches Territorium. Es kam zum Krieg; erst 1493 fielen die Grafschaft Flandern und das Artois mit dem Vertrag von Senlis an Habsburg und wurden in das römisch-Deutsche Reich eingegliedert. Bei Frankreich verblieben die übrigen französischen Territorien aus dem burgundischen Erbe (Burgund, Nevers, Picardie).
Im Zuge der Italienischen Kriege seit 1495 wurden Spanien und Frankreich zunehmend Machtkonkurrenten. Frankreich versuchte mehrfach Mailand zu annektieren und so die Oberhoheit in Italien zu erlangen. Unter der Regierung Franz I. kam es zu heftigen Auseinandersetzungen mit Kaiser Karl V., der seinen Besitz in Süditalien (Neapel) zu verteidigen suchte. Franz’ Offensivkriege blieben letztlich ohne Folgen.
Sein Nachfolger Heinrich II. unternahm ebenfalls Angriffskriege gegen das Haus Habsburg, die nur mäßige Erfolge brachten. Durch die Unterzeichnung des Friedens von Cateau-Cambrésis suchte man einen außenpolitisch stabilen Frieden, da es zu inneren Konflikten mit den Hugenotten kam. Durch diesen Frieden verlor Frankreich seine Vormachtposition an Spanien.
Es kam zur inneren Schwächung Frankreichs und der Krone. Katholisches und protestantisches Lager bekämpften sich in den Hugenottenkriegen gegenseitig, um Einfluss auf die Regierung zu erhalten. In der Bartholomäusnacht am 23./24. August 1572 in Paris wurden wichtige protestantische Persönlichkeiten ermordet. Dies löste erneut Flüchtlingsströme aus.

## 1589–1789: Haus Bourbon

Bourbonisches Wappen von Frankreich und Navarra seit der Vereinigung beider Kronen 1589

Das Ende der direkten Linie der sogenannten Valois führte zu Kämpfen, bei denen schließlich Heinrich IV. aus dem Haus Bourbon rechtmäßig König wurde (1589). Er war der bedeutendste männliche Nachkomme des französischen Königshauses und Neffe des Königs Franz I., so dass er sich gegen das pro-spanische Haus Guise durchsetzen konnte, das den Thron usurpieren wollte. Er war Protestant und musste zum Katholizismus übertreten, um seine Herrschaft zu festigen; dies soll er mit dem Ausspruch „Paris ist eine Messe wert“ kommentiert haben. 1598 brachte das von Heinrich IV. erlassene Edikt von Nantes eine zeitweilige Beruhigung der Lage, die bis zur Eroberung von La Rochelle 1628 anhielt.
Mit der Thronbesteigung Heinrich IV. begann die bedeutendste Epoche der französischen Geschichte: der erneute Aufstieg Frankreichs zur Vormacht in Europa und die Durchsetzung der absolutistisch-zentralistischen Staatsform. Heinrich installierte eine zentral gelenkte, vom König völlig abhängige Bürokratie und schlug eine aggressive Außenpolitik gegenüber Spanien ein. Seine Ermordung (1610) verhinderte jedoch eine Invasion in den Spanischen Niederlanden. Sein Sohn Ludwig XIII. stand zunächst unter der Regentschaft seiner Mutter Maria de’ Medici. Es folgte eine Zeit, in der zwei Kardinäle – Armand-Jean du Plessis, duc de Richelieu und Jules Mazarin – die Geschicke Frankreichs an Stelle des Königs lenkten und den Protestantismus energisch zurückdrängten. Mit der Einnahme von La Rochelle 1628 verloren die Hugenotten den letzten der ihnen im Edikt von Nantes gewährten befestigten Rückzugsplätze und waren danach schutzlos der königlichen absolutistischen Politik ausgeliefert. Unter der Leitung Richelieus wurde die Macht der Krone weiter gefestigt, die innere Opposition ausgeschaltet und sehr aktiv Außenpolitik betrieben. Auf Betreiben Richelieus griff 1635 Frankreich aktiv in den Dreißigjährigen Krieg in Mitteleuropa ein und geriet damit automatisch in Konflikt mit Spanien (Französisch-Spanischer Krieg (1635–1659)). Im Westfälischen Frieden von 1648 erhielt Frankreich Gebiete im Elsass zugesprochen und erreichte eine dauerhafte Schwächung der Zentralgewalt im Heiligen Römischen Reich. Mit dem Pyrenäenfrieden (1659) ging die Zeit der Hegemonie Spaniens in Europa auch äußerlich sichtbar zu Ende und das Zeitalter der französischen Dominanz in Europa begann. Diese Dominanz war militärisch und auch kulturell. Fast alle Fürsten Europas orientierten sich am Vorbild der französischen Kultur am Hof von Schloss Versailles.
Französisch wurde ab dem 17. Jahrhundert die lingua franca des europäischen Adels, zunächst in Mitteleuropa, im 18. und 19. Jahrhundert auch in Osteuropa (Polen, Russland, Rumänien); zahlreiche Gallizismen gelangten in die Sprachen Europas. Jahrhundertelang wurde das Französische vom Adel und den Intellektuellen Europas gesprochen und galt als Sprache des Hofes und der Gebildeten (Bildungssprache).

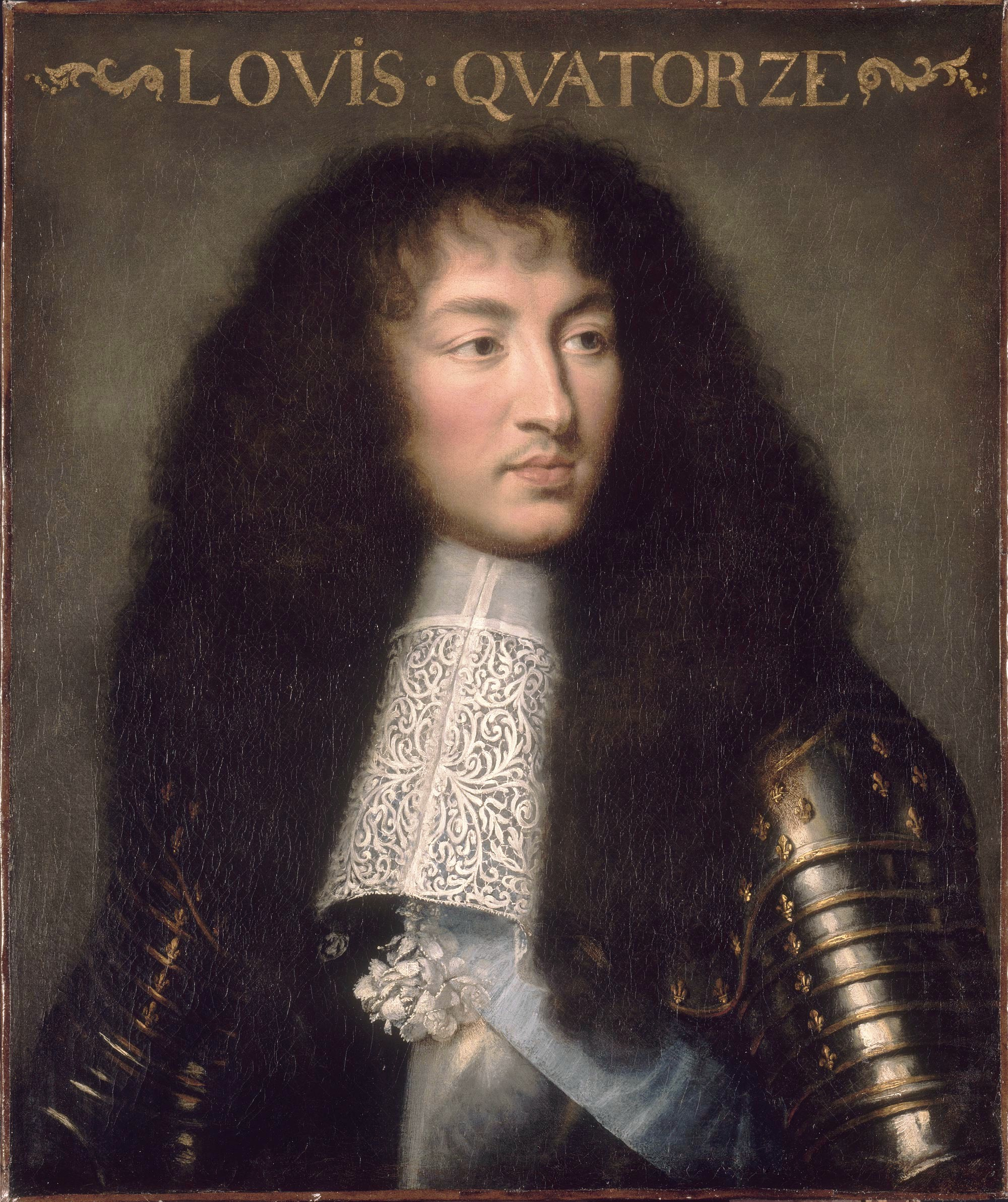
Ludwig XIV.

1643 erbte der damals vierjährige Ludwig XIV. den Thron, Mazarin führte die Regierung weiter. Der Adelsaufstand der sogenannten Fronde bekämpfte vergeblich die Herrschaft Mazarins und die absolutistische Macht. Nach dem Tod Mazarins 1661 nahm Ludwig XIV. selbst die Regierung in die Hand. Unter ihm gelangte Frankreich auf den Gipfel seiner Macht. Der König verfügte dabei über eine bisher nie gekannte Machtfülle; er konnte alle Geschicke im Land bestimmen. Der Sonnenkönig war gewissermaßen das Zentralgestirn im absolutistischen Staat, um das sich alles drehte.
Außenpolitisch betrieb Ludwig XIV. in der politischen Tradition seines Großvaters und Richelieus eine expansive Politik mit dem Ziel, das Gewicht Frankreichs in Europa zu stärken. Im blutigen Londoner Kutschenstreit (1661) erzwang er symbolhaft die Anerkennung des diplomatischen Vorrangs der französischen vor der spanischen Krone. Der französische Staat wurde von Grund auf reformiert, indem die Bürokratie effektiv ausgebaut und das Rechtswesen vereinfacht wurde. Die Wirtschaft wurde nach den Grundsätzen des Merkantilismus umstrukturiert und das französische stehende Heer wurde zum größten des Kontinents ausgebaut. Eine große Marine kam hinzu. Dabei stand Jean-Baptiste Colbert dem König zur Seite. Ludwigs Schloss Versailles und die staatliche Organisation Frankreichs wurden überall in Europa in kleinerer Form kopiert. Paris wuchs zu einer der größten Städte und zum wissenschaftlichen und intellektuellen Zentrum Europas heran.
Während der Herrschaft Ludwig XIV. führte Frankreich vier expansive Kriege: Den Devolutionskrieg (1667–1668), den Holländischen Krieg (1672–1678), den Pfälzischen Erbfolgekrieg gegen die Augsburger Allianz (1688–1697) und den Spanischen Erbfolgekrieg (1701–1713). Letzterer führte zu einer exorbitanten Staatsverschuldung bis nahe an den Staatsbankrott und das Land hatte schwer unter den wirtschaftlichen Belastungen des Krieges zu leiden. Letztlich konnte sich Frankreich jedoch gegenüber der großen Koalition der europäischen Mächte behaupten. Die Kriege führten zu einer enormen territorialen Erweiterung Frankreichs vor allem im Osten gegenüber dem Heiligen Römischen Reich. Durch die zum Teil äußerst rücksichtslose Kriegsführung mit Zerstörung grenznaher Regionen zum Beispiel im Pfälzischen Erbfolgekrieg kam es jedoch zur Entwicklung von antifranzösischen Ressentiments, worin der Keim der später sogenannten deutsch-französischen Erbfeindschaft gesehen werden kann.
Durch Ludwigs Edikt von Fontainebleau 1685 wurde das Toleranzedikt von Nantes aufgehoben, um die Einheit des Staates zu vollenden. Kirchen der Hugenotten wurden zerstört, protestantische Schulen geschlossen. Wer im Lande blieb und noch als Protestant erkennbar war, wurde verfolgt. Trotz des Verbots der Auswanderung bei schwersten Strafandrohungen flohen Hunderttausende französische Protestanten in die reformierten Nachbarländer (das Vereinigte Königreich, die Niederlande, Preußen, Hessen etc.). Für Frankreich bedeutete die Massenemigration meist gut ausgebildeter Menschen einen schweren wirtschaftlichen Schaden; die Einwanderungsländer profitierten davon.

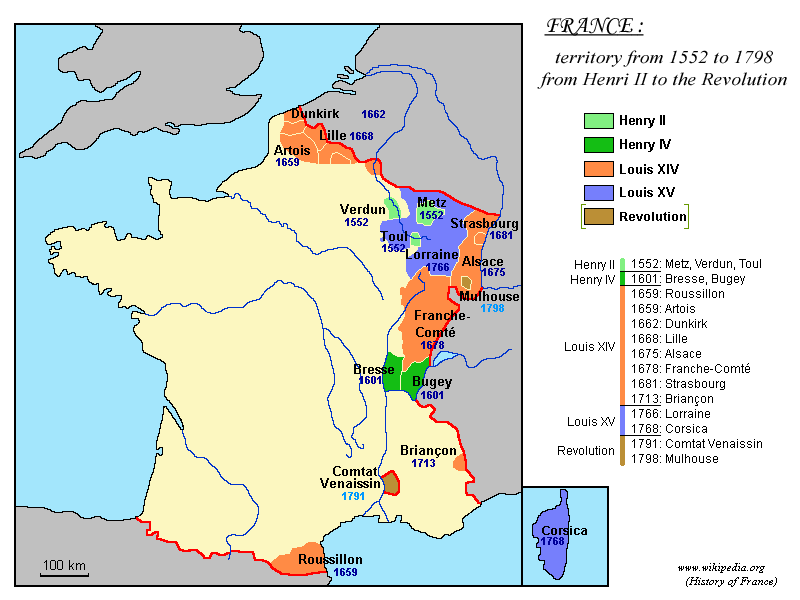
Frankreichs Eroberungen bis in das 18. Jahrhundert

Ludwig überlebte seinen Sohn und seinen ältesten Enkel und starb am 1. September 1715. Sein fünfjähriger Urenkel Ludwig XV. folgte ihm auf dem Thron; in der Zeit der Regentschaft Philipps von Orléans (1715–1723) gingen der wirtschaftliche Aufschwung und die kulturelle Blüte weiter. Legendär sind die Hofintrigen um Madame de Pompadour und Madame Dubarry. Durch seine erfolglose Teilnahme am Siebenjährigen Krieg (1756 bis 1763) gegen England verlor Ludwig XV. erhebliche Teile der französischen Kolonien in Nordamerika (Québec, Louisiana) und Teile von Indien an England.
Ludwig XV. starb 1774; dann kam dessen Enkel Ludwig XVI. auf den Thron, der mit Marie-Antoinette, einer Tochter der österreichischen Erzherzogin Maria Theresia verheiratet war. Ludwig XVI. machte die von Ludwig XV. noch kurz vor seinem Tod begonnenen Reformen zum großen Teil wieder rückgängig und suchte durch eigene Reformen den Staat zu reorganisieren. Dabei unterlief ihm der Fehler, dass er die Obersten Gerichtshöfe mit mehr Machtkompetenz ausstattete, wodurch es Hochadel und Klerus besser möglich war, seine Reformvorhaben zu bekämpfen. Dies führte in den 1780er Jahren zu einer großen Finanzkrise, zu der auch die Teilnahme am Amerikanischen Unabhängigkeitskrieg beitrug. Der König reagierte mit Sparmaßnahmen und versuchte das Finanzwesen neu zu regeln; auch versuchte er die direkte Besteuerung des 1. und 2. Standes (Klerus und Adel) zu erreichen. Nach dem extrem harten Winter 1783/84 (siehe auch Kleine Eiszeit#Französische Revolution) und den Missernten der Jahre 1787 und 1788 sah sich der König im August 1788 genötigt, die alte ständische Versammlung, die Generalstände (frz. les États generaux), einzuberufen, um die nicht mehr allein zu lösenden Probleme anzugehen. Am 17. Juni 1789 erklärten sich die Abgeordneten des Dritten Standes zur Nationalversammlung und schworen, nicht eher auseinanderzugehen, bis eine Verfassung für Frankreich geschaffen sei (Ballhausschwur). Diese Ereignisse gelten als der „Anfang vom Ende“ des Ancien Régime (dt. „ehemalige Herrschaft“).

## 1789–1814: Von der Französischen Revolution zum Ersten Kaiserreich

Sturm auf die Bastille – 14. Juli 1789

### 1789–1799: Revolution

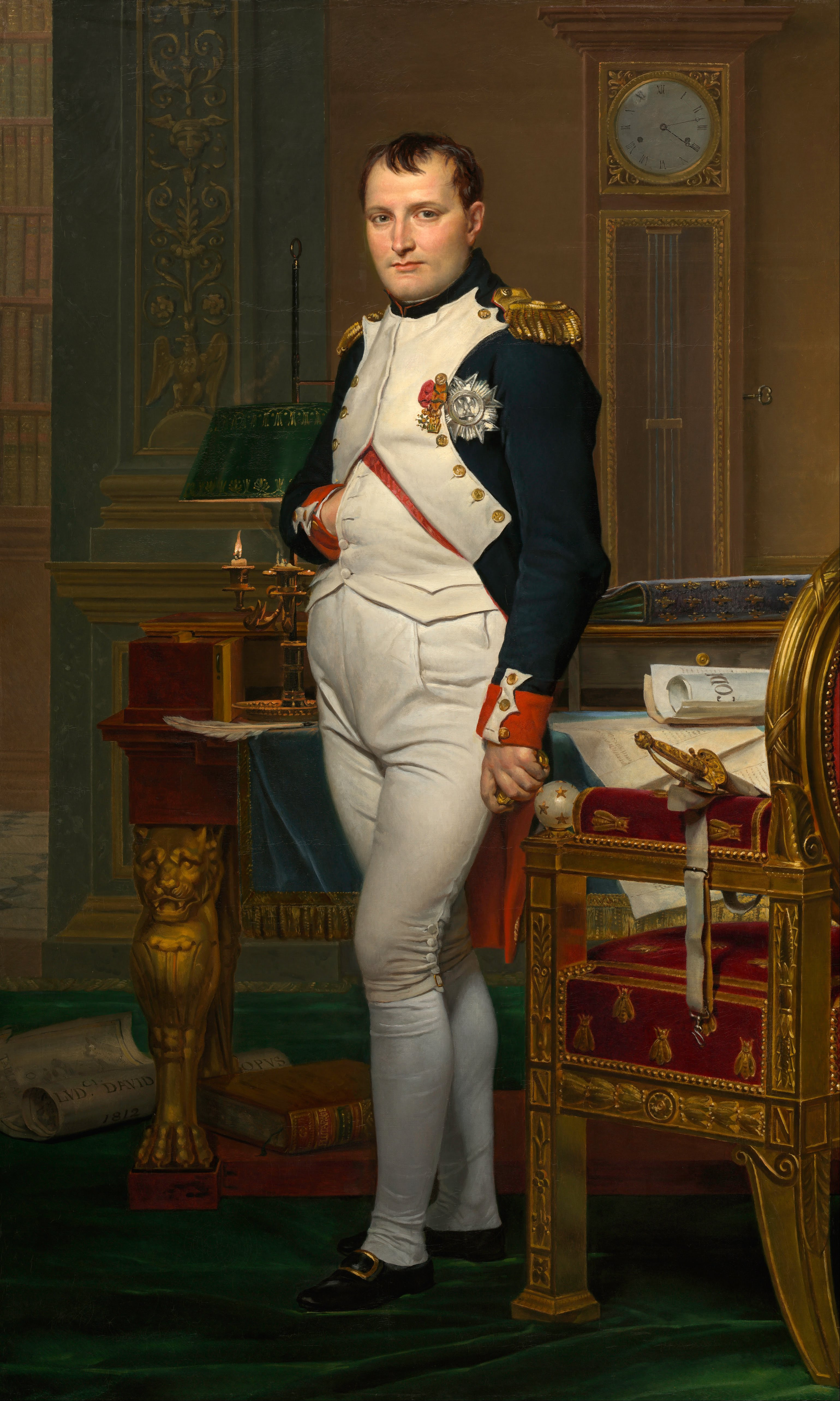
Napoléon Bonaparte als Kaiser

Die Französische Revolution begann mit dem Sturm auf die Bastille in Paris am 14. Juli 1789 (heute Nationalfeiertag Frankreichs). Die Revolutionäre wollten dem Absolutismus ein Ende setzen, der nach der Blütezeit unter Ludwig XIV. eine dekadente Phase unter Ludwig XVI. erreicht hatte. Am 26. August 1789 wurde in der Nationalversammlung die Erklärung der Menschen- und Bürgerrechte als erste Menschenrechtserklärung in Europa proklamiert. Nach der missglückten Flucht des Königs nach Varennes organisierte der radikale Club des Cordeliers eine Demonstration, die am 17. Juli 1791 zum Massaker auf dem Marsfeld führte. Die Verfassung des 3. September 1791 wandelte Frankreich von einer absolutistischen in eine konstitutionelle Monarchie.
Einen Tag nach der Kanonade von Valmy wurde am 21. September 1792 die Erste Französische Republik ausgerufen. Die Verschärfung der Gegensätze führte nach dem Tuileriensturm zu den Septembermassakern und letztlich zur Enthauptung des Königs am 21. Januar 1793. Nach dem Aufstand der Jakobiner erfolgte der Ausschluss der Girondisten aus dem Konvent. Die Terrorherrschaft des zwölfköpfigen Wohlfahrtsausschusses von Jakobinern, der zuerst von Georges Danton und dann zunehmend von Maximilien de Robespierre geleitet wurde, begann mit der Annahme der demokratischen Verfassung von 1793, die allerdings nie in Kraft trat. Die Jakobinerherrschaft wurde am 27. Juli 1794 (9. Thermidor) mit der Verhaftung und tags darauf der Hinrichtung Robespierres und seiner Anhänger durch die Thermidorianer beendet, worauf das Direktorium die Macht übernahm. Der Beginn der Koalitionskriege zwischen Frankreich und seinen Nachbarländern war durch zahlreiche französische Siege gekennzeichnet, darunter Napoleons Italienfeldzug von 1796 bis 1797.

### 1799–1804: Französisches Konsulat
Am 9. November 1799 ergriff Napoleon Bonaparte mit dem Staatsstreich des 18. Brumaire VIII die Macht als Erster Konsul. Er ließ 1802 die Sklaverei, die im Zuge der Revolution abgeschafft worden war, in den Kolonien wieder einführen, was in der Kolonie Haiti im Jahre 1804 zu einem erneuten Aufstand führte, worauf Jean-Jacques Dessalines die Unabhängigkeit Haitis erklärte.

### 1804–1814: Erstes Kaiserreich

Das Wappen des Kaiserreichs unter Napoléon Bonaparte

In der Kaiserkrönung Napoleons I. am 2. Dezember 1804 setzte sich Napoléon selbst die Kaiserkrone aufs Haupt. Napoléon setzte die Annexionspolitik seiner Vorgänger fort und brachte in den Koalitionskriegen den größten Teil Europas unter seine direkte oder indirekte Kontrolle. Er agierte als Imperialist, wobei er den eroberten Ländern auch Errungenschaften der Revolution und des Liberalismus überbrachte: Rechtsgleichheit etwa oder den Code civil („Code Napoléon“).
Am 2. Dezember 1805 siegte Napoléon gegen Russland und Österreich in der Schlacht bei Austerlitz, auch Dreikaiserschlacht genannt. Im Oktober 1806 kam es zu der Schlacht bei Jena und Auerstedt, in der die preußischen Truppen vernichtend geschlagen wurden. Die französischen Truppen marschierten in Berlin ein. Napoleon marschierte durch Polen und unterzeichnete ein Abkommen mit dem russischen Zar Alexander I., das Europa zwischen den beiden Mächten aufteilte.
Napoléon setzte einen europaweiten Handelsboykott (die sog. Kontinentalsperre) gegen Großbritannien durch und setzte während des Kriegs auf der Iberischen Halbinsel seinen Bruder Joseph Bonaparte als König in Spanien ein. Die Spanier erhoben sich, und es gelang Napoléon nicht, den Aufstand niederzuschlagen.

Das französische Kaiserreich zur Zeit seiner größten Ausdehnung im Jahr 1812

1809 kam es neuerlich zum Krieg mit Österreich, das dieses Mal jedoch auf sich alleine gestellt war. Napoléon eroberte Wien, büßte aber kurz darauf in der Schlacht bei Aspern den Nimbus der Unbesiegbarkeit ein. Anderthalb Monate später nahm er in der Schlacht bei Wagram erfolgreich Revanche und Österreich musste sich im Frieden von Schönbrunn geschlagen geben.
In diesem Jahr ließ sich Napoléon von Joséphine scheiden, da sie ihm keine Kinder gebären konnte, und heiratete 1810 Marie-Louise von Habsburg. Nach der Niederlage der Grande Armée („Großen Armee“) im Russlandfeldzug 1812 kam das Französische Kaiserreich ins Wanken. Die endgültige Niederlage der Franzosen kam 1813 in der Völkerschlacht bei Leipzig. Nach der Niederlage ging Napoléon ins Exil nach Elba, einer kleinen Mittelmeerinsel. Ludwig XVIII. wurde als König eingesetzt. Schon 1815 kehrte Napoléon aber wieder aufs Festland zurück, wo ihn das Militär, das ihn aufhalten sollte, begeistert empfing. In Paris übernahm Napoléon die Herrschaft der Hundert Tage, bis er bei Waterloo (auch „Belle Alliance“ genannt), in der Nähe von Brüssel endgültig besiegt wurde. Frankreich musste die eroberten Gebiete wieder aufgeben, konnte sein altes Territorium (einschließlich Elsass-Lothringens) aber fast vollständig erhalten und musste nur die seit dem 17. Jahrhundert in seinem Besitz befindlichen Grenzfestungen Philippeville, Mariembourg, Saarlouis und Landau in der Pfalz im Zweiten Pariser Frieden abtreten.

## 1814–1871: Von der Restauration zum Zweiten Kaiserreich
Die Restauration wurde in Frankreich mit der Charte constitutionnelle von 1814 eingeleitet, die – nach dem Zwischenspiel der napoleonischen hundert Tage 1815 – bis 1830 galt. Es wurden nun wieder Könige aus dem Haus Bourbon eingesetzt, das mit Ludwig XVIII. und Karl X. immer despotischer regierte. Am 26. Juli 1830 löste Karl X. das Parlament auf. Auf den „Staatsstreich“ reagierte die liberale Opposition mit Aufrufen zum Widerstand gegen das Regime.
Nach der Julirevolution von 1830 übernahm der „Bürgerkönig“ Louis-Philippe aus der Bourbonischen Nebenlinie Orléans die Herrschaft. In der Julimonarchie führte er seine vom Großbürgertum gestützte Regierung zunächst liberal, gab dann aber seiner Politik eine zunehmend reaktionäre Richtung, bis hin zum Beitritt Frankreichs in die Heilige Allianz – ein von Preußen, Russland und Österreich gegründetes, der Restauration verpflichtetes Staatenbündnis. Louis-Philippe wurde durch die Februarrevolution 1848, die zur zweiten französischen Republik führte, gestürzt. Louis Napoléon Bonaparte, ein Neffe Napoleon Bonapartes, wurde zum Präsidenten gewählt.
Am 2. Dezember 1852, am Jahrestag des Staatsstreichs von 1851, krönte sich Louis Napoléon Bonaparte als Napoleon III. zum Kaiser (Zweites Kaiserreich). Er sicherte seine Macht durch Militär und Repressionen, materielle Zugeständnisse an die Bevölkerung und eine aggressive Außenpolitik. Als Großbritannien 1857 den Zweiten Opiumkrieg gegen das Kaiserreich China begann, schloss Frankreich sich an: 1858 wurde mit der Eroberung von Territorien begonnen, die später Französisch-Indochina wurden. Napoleon III. regierte bis zum 2. September 1870, als er bei der Schlacht von Sedan in preußische Gefangenschaft geriet. Am 4. September wurde die Dritte Französische Republik ausgerufen. Der Deutsch-Französische Krieg endete nach langen Verhandlungen am 10. Mai 1871 mit dem Frieden von Frankfurt.

## 1870–1958: Von der Pariser Kommune zur Vierten Republik

### 1870–1871: Pariser Kommune
Nach einer Kapitulation des Kaiserreichs kam es in Paris zum Volksaufstand gegen diese Kapitulation; die sogenannte Pariser Kommune entstand. Die Abgeordneten der Kommune forderten die Gründung einer föderalistischen Republik. Die konservative Mehrheit der französischen Nationalversammlung schickte Truppen gegen die Kommune. Nach zweimonatiger Belagerung kam es vom 21. bis 28. Mai 1871 zu erbitterten Barrikadenkämpfen um die französische Hauptstadt. Fast ein Viertel der Arbeiterbevölkerung kam bei den Kämpfen und den darauffolgenden Massenexekutionen ums Leben.

### 1871–1940: Dritte Republik
In der Folge wurde Frankreich wieder eine Republik. 1905 wurde als eine Konsequenz aus der Affäre Dreyfus das Gesetz zur Trennung von Kirche und Staat angenommen, wodurch die vollständige Trennung zwischen Staat und religiösen Institutionen – französisch laïcité, deutsch Laizismus – in der französischen Verfassung verankert wurde. Im Ersten Weltkrieg von 1914 bis 1918 (französisch La Grande Guerre) starben etwa 1,5 Millionen französische Soldaten. Frankreich gehörte nach dem Krieg zu den Siegermächten der Entente und diktierte den Verlierern 1919 im Friedensvertrag von Versailles harte Bedingungen. Das 1871 an Deutschland verlorene Elsass-Lothringen kam wieder an Frankreich.
In der Zwischenkriegszeit verfolgte Frankreich zunächst die Politik der Sicherheit am Rhein (Ruhrgebietsbesetzung im Januar 1923 unter Ministerpräsident Raymond Poincaré), der die deutsch-französische Annäherung im Locarnovertrag 1925 folgte. Die folgenden Jahre waren Krisenjahre mit schnell wechselnden Regierungen. 1930 bis 1936 baute man mit bis zu 20.000 Arbeitern die Maginot-Linie; sie war sehr teuer und erwies sich im Juni 1940 (als die Wehrmacht Frankreich im Westfeldzug besiegte) als personalintensiv und nutzlos. Offensive Taktiken wurden nicht oder zu spät ergriffen; die Entwicklung der Panzer wurde unterschätzt (siehe auch: Panzer (1914–1933)#Frankreich).
Am 6. Februar 1934 beteiligten sich die faschistische Bewegung Croix de Feu und andere rechtsradikale Ligen an einer großen antiparlamentarischen Straßenschlacht. Nach dem Rücktritt von Édouard Daladier (1934) bildete Gaston Doumergue eine Allparteienregierung (französisch Union Nationale), die ohne Zustimmung der Kommunisten und Sozialisten auskommen musste. Sie hielt 272 Tage (vom 9. Februar bis zum 8. November 1934), die folgende Regierung Flandin I 204 Tage, die Regierung Bouisson 3 Tage und die Regierung Laval IV 229 Tage. Im Mai 1936 konnte die neu gebildete Front populaire (übersetzt: Volksfront) aus Sozialisten, Kommunisten und Radikalsozialisten die Parlamentswahlen gewinnen (mit der Parole «Brot, Frieden, Freiheit»). Der Sozialist Léon Blum wurde 1936/37 und 1938 Ministerpräsident (386+26=412 Tage). Sein Nachfolger wurde zweimal der Radikalsozialist Edouard Daladier. Die 'Front populaire' verfolgte konsequent das Prinzip der Nichteinmischung und war auf Frieden und Verteidigung eingestellt. Gegenüber Deutschland verfolgte sie eine Appeasement-Politik (ähnlich wie Neville Chamberlain, der von Mai 1937 bis 1940 britischer Premierminister war). Da seit 1930 die Maginot-Linie gebaut wurde, fühlten sich viele vor einem deutschen Angriff sicher (ähnlich die Tschechoslowakei, die von 1933 bis 1938 den Tschechoslowakischen Wall baute).
Als Hitler am 1. September 1939 den Überfall auf Polen begann, erklärten Frankreich und Großbritannien ihm zwei Tage später den Krieg. Frankreich war jedoch militärisch kaum vorbereitet. Die französische Armee blieb bis 10. Mai 1940 (Beginn des deutschen Angriffs auf die Beneluxländer) in der Defensive („Sitzkrieg“). Der Westfeldzug der Wehrmacht endete nach wenigen Wochen („Blitzkrieg“) mit der völligen Niederlage der französischen Armee. Am 14. Juni 1940 besetzten deutsche Truppen die offene Stadt Paris. Staatspräsident Albert Lebrun beauftragte nach dem Rücktritt des Ministerpräsidenten Philippe Pétain am 16. Juni 1940 mit der Regierungsbildung und Waffenstillstandsverhandlungen. Hitler konnte den Besiegten die Bedingungen diktieren; der Waffenstillstand von Compiègne (22. Juni 1940) war de facto eine Kapitulation.

### 1940–1944: Zweiter Weltkrieg

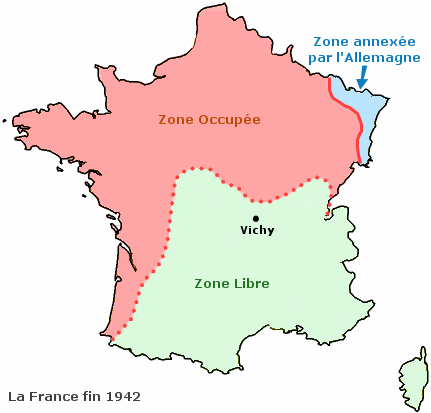
Besetztes Frankreich und Vichy-Regime, Ende 1942

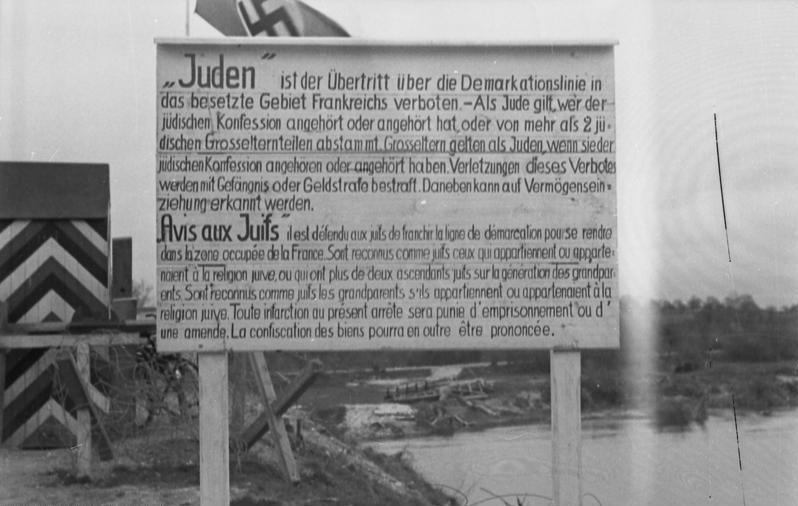
Deutscher Kontrollposten mit Stacheldrahtverhau und Hakenkreuz-Flagge an der Demarkationslinie am Fluss Cher 1941, Aufnahme der Propagandakompanie. Das Schild verbietet Juden, wie sie in der Ersten Verordnung zum Reichsbürgergesetz definiert wurden, den Übergang in das besetzte Frankreich.

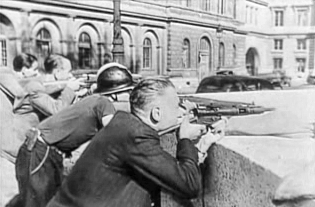
Résistance im Kampf um Paris, 1944

Nach der Niederlage von 1940 wurde Frankreich in verschiedene Zonen aufgeteilt. Die von den Deutschen besetzte und unter Militärverwaltung gestellte „Zone occupée“ (besetzte Zone) umfasste den Nordosten und Norden des Landes, die Atlantik- und die Kanalküste, Gebietsabtretungen waren nicht vorgesehen. De facto annektierte das Deutsche Reich das Elsass, das ab März 1941 zum Gau Baden gehörte, während das CdZ-Gebiet Lothringen einem deutschen Chef der Zivilverwaltung unterstellt war. Der deutsche Militärbefehlshaber (MBF) residierte mit seinen Behörden in Paris. Die Départements Nord und Pas-de-Calais unterstanden der Militärverwaltung in Belgien und Nordfrankreich, der äußerste Südosten dem Bündnispartner Italien. In der „Zone libre“ (Freie Zone) entstand das von den Deutschen abhängige konservativ-autoritäre Vichy-Regime (offizielle Bezeichnung État Français), das bis zum Einmarsch der Alliierten 1944 mit Deutschland kollaborierte und nach dem Regierungssitz, dem Kurort Vichy in der Auvergne, benannt wurde. Chef de l’État (Staatschef) war Marschall Philippe Pétain. Die Freie Zone wurde am 11. November 1942 von Wehrmacht-Truppen besetzt (Unternehmen Anton), als den Alliierten die Landung in Nordafrika gelang. Wie in den anderen von Deutschland besetzten Staaten kam es auch in Frankreich zu bewaffnetem Widerstand gegen die Besatzung und ihre Helfer (siehe Résistance). Der deutschen Partisanenbekämpfung fielen insgesamt rund 13.000 bis 16.000 Franzosen zum Opfer, darunter 4000 bis 5000 unbeteiligte Zivilisten.
Charles de Gaulle rief in einer Radioansprache (Radio Londres, Appell vom 18. Juni 1940) die Franzosen zum Widerstand gegen den Nationalsozialismus auf, wobei er sich zugleich an die Spitze der Widerstandsbewegung stellte. Die französische Exilregierung erhielt Unterstützung von Winston Churchill sowie durch das Leih- und Pachtgesetz der US-Regierung. Bei der Landung in der Normandie und der Befreiung Frankreichs waren mit untergeordneter Bedeutung auch Truppen des Freien Frankreichs beteiligt.

### 1944–1947: Provisorische Regierung
De Gaulle bildete am 3. Juni 1944 eine provisorische Regierung. Nach dem Rückzug bzw. der Kapitulation der deutschen Besatzer kam es zuerst zu wilden Ausschreitungen. Frauen, die der „horizontalen Kollaboration“ mit deutschen Besatzern beschuldigt bzw. verdächtigt wurden, wurden öffentlich gedemütigt. Später wurde die Einrichtung einer Commission d’Épuration auf regionaler Ebene bewirkt. Marschall Pétain wurde am 15. August 1945 zum Tod verurteilt (von de Gaulle wurde die Strafe zwei Tage später in lebenslange Haft umgewandelt) und der Ministerpräsident des Vichy-Regimes Pierre Laval am 15. Oktober 1945 hingerichtet.
Am 13. November 1945 wählte die französische Nationalversammlung de Gaulle zum Ministerpräsidenten; danach bildete er das Kabinett de Gaulle II. Am 2. Juni 1946 wurde eine verfassunggebende Versammlung gewählt; am 13. Oktober 1946 fand ein Verfassungsreferendum statt und am 10. November 1946 die erste Parlamentswahl. Die Kommunistische Partei Frankreichs (PCF) erhielt 182 Abgeordnetensitze, das Mouvement républicain populaire 173 und die Section française de l’Internationale ouvrière 102. Georges Bidault (MRP), Ministerpräsident seit dem 24. Juni 1946, bildete eine Koalition aus PCF, MRP und SFIO und blieb nach der Wahl noch einige Wochen Ministerpräsident; ihm folgten Léon Blum (Kabinett Blum III), Paul Ramadier (Kabinette I und II) und Robert Schuman (I).

### 1947–1958: Vierte Republik
Die Verfassung der Vierten Republik war bereits am 13. Oktober 1946 durch einen Volksentscheid beschlossen worden. Als erster Staatspräsidenten trat 1947 der Sozialist Vincent Auriol sein Amt an. 1954 wurde René Coty sein Nachfolger. Herausragende Politiker der Vierten Republik waren René Pleven, Robert Schuman, Pierre Mendès France und Georges Bidault.
Frankreich war trotz der Niederlage 1940 gegen das Deutsche Reich von den Siegermächten (USA, Großbritannien, Sowjetunion) als gleichberechtigte Macht (Besatzungsmacht) anerkannt worden und wurde eine UNO-Vetomacht im Sicherheitsrat der Vereinten Nationen. In die Zeit der Vierten Republik fielen der Indochinakrieg, mit dem durch die Niederlage Frankreichs 1954 das Ende des französischen Kolonialreichs eingeleitet wurde, und die ersten Jahre des Algerienkriegs (1954 bis 1962).
Während dieses Krieges kulminierte die Krise der Vierten Republik; am 1. Juni 1958 beauftragte das französische Unterhaus Charles de Gaulle mit der Bildung einer neuen Regierung und Verfassung. De Gaulle verlangte vor seiner Wahl als Staatspräsident Sondervollmachten zur Lösung der Algerienkrise sowie eine Verfassungsänderung zur Stärkung der präsidialen Autorität gegenüber Regierung und Parlament.

## Seit 1958: Fünfte Republik

### 1958–1981: Präsidentschaften de Gaulles, Pompidous und Giscard d’Estaings
Im September 1958 bestätigten die Franzosen per Referendum mit 80 % die Verfassung der Fünften Französischen Republik, die auf einen Vorschlag Charles de Gaulles zurückging. Sie trat am 4. Oktober 1958 in Kraft. Seitdem gilt Frankreich als semipräsidentielle Demokratie, der Begriff ist in der Politikwissenschaft allerdings umstritten. In der Verfassung wurde die exekutive Macht bekräftigt und dem Président de la République weiterhin die Repräsentation des Staates zugesprochen. Er ist Befehlshaber der Armee, kann Gesetze verabschieden und die Assemblée Nationale jederzeit auflösen.
Als Staatspräsident bestimmte de Gaulle die politische Entwicklung Frankreichs bis 1969. Zwischen 1958 und 1960 wurden die afrikanischen Kolonien in die Unabhängigkeit entlassen. Im Zuge des anhaltenden Algerienkrieges wurde im Oktober 1961 in Paris eine nicht genehmigte, aber friedliche Demonstration mehrerer zehntausend Algerier blutig niedergeschlagen, zu der die algerische Unabhängigkeitsbewegung FLN aufgerufen hatte. Das Massaker von Paris, bei dem mindestens 200 Menschen ihr Leben verloren, wurde in den französischen Medien für lange Zeit totgeschwiegen und sollte erst über 50 Jahre später durch den französischen Staatspräsidenten François Hollande anerkannt und verurteilt werden. Der Algerienkrieg wurde am 18. März 1962 mit den Verträgen von Évian und gegen den Widerstand großer Teile der Generalität und vieler Algerienfranzosen beendet. Damit war die algerische Unabhängigkeit besiegelt, die meisten Franzosen mussten Algerien daraufhin verlassen. Die französische Untergrundbewegung Organisation de l’armée secrète (OAS), die den Status Algeriens als Bestandteil des französischen Mutterlandes erhalten wollte, suchte daraufhin die offene Konfrontation mit dem Staat, was in einem Attentat auf den französischen Staatspräsidenten de Gaulle mündete.
Die Entwicklung einer eigenen Atomstreitmacht und die Lösung aus der militärischen Integration in die NATO dienten der angestrebten Rolle einer selbständigen Großmacht. Weitere außenpolitische Ziele waren ein „Europa der Vaterländer“ und die Annäherung an die Ostblockstaaten. Mit dem Élysée-Vertrag (1963) verstärkte sich die Annäherung und die Kooperation in den deutsch-französischen Beziehungen. Gegen den Beitritt Großbritanniens zur Europäischen Wirtschaftsgemeinschaft (EWG) legte Frankreich sein Veto ein. Bei den ersten direkten Präsidentschaftswahlen 1965 wurde de Gaulle in seinem Amt bestätigt.
Die Fünfte Republik wurde im Mai 1968 durch Studentenunruhen und einen Generalstreik stark erschüttert, was langfristig kulturelle, politische und ökonomische Reformen in Frankreich nach sich zog. Als Reaktion darauf löste de Gaulle die Nationalversammlung auf, die Neuwahlen im Juni 1968 führten zu einem klaren Sieg der Gaullisten. 10 Monate später verlor er jedoch ein Referendum zur Verfassungsreform und trat daraufhin vom Präsidentenamt zurück.
Sein Nachfolger Georges Pompidou, der von 1962 bis 1968 Premierminister war, führte die Politik des Gaullismus im Wesentlichen fort und trieb die wirtschaftliche Modernisierung des Landes voran. Sein Premierminister war zunächst Jacques Chaban-Delmas, ab 1972 Pierre Messmer. Um 1971, also schon vor der Ölpreiskrise von 1973, beschloss Frankreich, sich durch Nutzung der Kernenergie vom Erdöl unabhängiger zu machen. Pompidou förderte insbesondere die französische Autoindustrie und den Bau von Schnellstraßen in den Städten, dagegen wurden beim Schienenverkehr zahlreiche Nebenstrecken endgültig stillgelegt. Ebenso fällt die Konkretisierung einiger technischer Großprojekte in seine Amtszeit: Erster Flug einer Concorde 1969, Gründung des Airbus-Konsortiums 1970, erster Prototyp eines TGVs 1972, Start des Ariane-Programms 1973. Außenpolitisch befürwortete Pompidou die politische Einigung Europas und die Erweiterung der EWG, insbesondere den Beitritt Großbritanniens.
Nach dem plötzlichen Tod von Georges Pompidou im Jahre 1974 wurde der liberal-konservative Valéry Giscard d’Estaing, der zuvor Minister für Finanzen und Wirtschaft war, sein Nachfolger. Er gewann knapp die Präsidentschaftswahlen gegen François Mitterrand, dem Vorsitzenden der 1972 gegründeten Parti socialiste und gemeinsamen Kandidaten der Linken. In seiner Amtszeit wurde ein gesellschaftliches Reformprogramm durchgesetzt, wie etwa die Liberalisierung der Abtreibung und eine Gesetzgebung zur Ehescheidung in gegenseitigem Einvernehmen. Als entschiedener Befürworter des europäischen Aufbauprozesses begründete Giscard d’Estaing unter anderem die regelmäßige Abhaltung von Gipfeltreffen der Staats- und Regierungschefs der EWG. Als Folge der Ölkrise trat ab 1975 eine neue Form von Massenarbeitslosigkeit auf. Daraufhin trat der Premierminister Jacques Chirac 1976 zurück, sein Nachfolger Raymond Barre war zu einer strengen Sparpolitik gezwungen. 1979 kam es in einer Banlieue von Lyon zu den ersten Jugendunruhen.

### 1981–1995: Präsidentschaft Mitterrands
Eine Zäsur war der Sieg von François Mitterrand bei der Präsidentschaftswahl in Frankreich 1981 und die Regierungsübernahme der Sozialistischen Partei bei den direkt anschließenden Parlamentswahlen. Mitterrand war das erste sozialistische Staatsoberhaupt der Fünften Republik. Er änderte aber nichts an den Institutionen, sondern regierte mit denselben Mitteln wie seine Vorgänger; seit dieser Zeit war das System der Fünften Republik auch von der Linken weitgehend akzeptiert.
Der neue Premierminister Pierre Mauroy bildete eine Koalition mit den Kommunisten. Als eine der ersten Maßnahmen wurde die Todesstrafe abgeschafft und die Verwaltung dezentralisiert. Hinzu kamen weitreichende wirtschaftliche Maßnahmen wie die Erhöhung des Mindestlohns (SMIC) und der Renten, Verstaatlichung von Banken und Schlüsselindustrien sowie die Einführung der 39-Stunden-Woche. Aufgrund einer schlechten wirtschaftlichen Entwicklung verließen die Kommunisten die Regierung und zum Nachfolger von Mauroy wurde 1984 Laurent Fabius ernannt, der ein Austeritätsprogramm umsetzte. Ein bedeutendes Ereignis war ein Jahr später die Versenkung des Greenpeace-Schiffs „Rainbow Warrior“ durch den französischen Geheimdienst in Neuseeland.
Im Jahr 1986 verlor die Linke bei den Parlamentswahlen ihre Mehrheit und es kam zur ersten Cohabitation der Fünften Republik mit Jacques Chirac von der gaullistischen RPR als Premierminister. Bei den nächsten Präsidentschaftswahlen 1988 setzte sich Mitterrand dann in der zweiten Runde gegen seinen Premier durch. Während dieser Präsidentschaft waren vier Premierminister im Amt: Die Sozialisten Michel Rocard, Édith Cresson und Pierre Bérégovoy sowie ab 1993 in einer weiteren Cohabitation der gaullistische Édouard Balladur. Als wichtige soziale Maßnahme führte die Regierung die Sozialhilfe Revenu minimum d'insertion (RMI) ein. Der deutschen Wiedervereinigung stimmte Mitterrand nach anfänglichem Zögern zu. Frankreich beteiligte sich 1991 am Zweiten Golfkrieg und ratifizierte 1992 den Vertrag von Maastricht.

### 1995–2012: Präsidentschaften Chiracs und Sarkozys
1995 gewann Chirac die Präsidentschaftswahl in Frankreich 2002 gegen den PS-Kandidaten Lionel Jospin, zum Premierminister wurde Alain Juppé ernannt. Ende 1995 kam es zu Streiks hauptsächlich gegen die geplante Reform der Renten und der Sozialversicherungen; es waren die größten Streiks seit Mai 1968. Nach einer um ein Jahr vorgezogenen Parlamentswahl verlor Chirac 1997 die absolute Mehrheit in der Nationalversammlung. So kam es zu einer fünfjährigen Cohabitation mit einem Kabinett unter Jospin, das auf einer Allianz linker Parteien basierte (frz. Gauche plurielle). Zur Schaffung neuer Arbeitsplätze wurde unter anderem die 35-Stunden Woche eingeführt, vorangetrieben durch Ministerin Martine Aubry. Außerdem bereitete die Regierung die Einführung des Euro als neue gemeinsame europäische Währung vor, am 1. Januar 2002 löste er den französischen Franc als Zahlungsmittel ab.
Durch ein Referendum wurde im Jahr 2000 die Amtszeit des Präsidenten von sieben auf fünf Jahre reduziert. Außerdem sollten in Zukunft die Parlamentswahlen direkt nach den Präsidentschaftswahlen stattfinden, um dem Präsidenten immer eine Mehrheit im Parlament zu sichern. Bei den Wahlen 2002 belegte Jospin in der ersten Runde mit 16,18 % der Stimmen nur Platz drei knapp hinter Jean-Marie Le Pen, dem Chef der rechtsextremen Nationalen Front (französisch le Front National), unter anderem da sich die Stimmen der Linken auf viele Kandidaten aufgeteilt hatten. Er trat daraufhin von allen Ämtern zurück. In der Stichwahl wurde Amtsinhaber Chirac dann deutlich mit 82,21 % der Stimmen im Amt bestätigt. Von 2002 bis 2007 amtierten wieder konservative Regierungen unter den Premierministern Jean-Pierre Raffarin (Kabinette Raffarin I, II und III) und Dominique de Villepin (Kabinett de Villepin).
Im Sommer 2003 kostete eine Hitzewelle Tausende meist ältere Menschen das Leben. Im selben Jahr brüskierte Chirac die USA, indem er – wie Bundeskanzler Gerhard Schröder in Deutschland – die Teilnahme am Irakkrieg verweigerte. Zwei Jahre zuvor hatte sich Frankreich bei der Intervention in Afghanistan noch beteiligt.
Am 29. Mai 2005 wurde die geplante EU-Verfassung in einem Referendum abgelehnt. Soziale Missstände und eine verfehlte Integrationspolitik lösten im Herbst 2005 Unruhen in vielen französischen Vorstädten aus. Auch als Reaktion auf diese Unruhen wollte die Regierung einen „Vertrag zur Ersteinstellung“ (frz. Contrat première embauche, CPE) einführen, mit dem ohne Kündigungsschutz mehr Jobs für junge Erwachsene entstehen sollten, zog das Vorhaben aber nach Demonstrationen zurück. Ansonsten war die französische Innenpolitik lange Zeit von der Clearstream-Affäre bestimmt.
Im Mai 2007 gewann der ehemalige Wirtschafts- und Innenminister Nicolas Sarkozy die Stichwahl der Französischen Präsidentschaftswahl gegen die Sozialistin Ségolène Royal, zum Premierminister ernannte er François Fillon. Mitte 2008 brachte Sarkozy eine große Verfassungsreform auf den Weg, die unter anderem die Amtszeit des Präsidenten auf zwei Legislaturperioden begrenzt und dem Parlament mehr Einfluss auf die Politik des Landes geben soll. Des Weiteren wurde mit dem Sozialgesetz TEPA unter anderem die Besteuerung der Überstunden gesenkt und die Sozialhilfe durch das Revenu de solidarité active (RSA) reformiert. Als Reaktion auf die Weltfinanzkrise 2007 verabschiedete das Kabinett Fillon II 2009 ein Hilfspaket von 360 Milliarden Euro. Im Jahr 2010 wies Frankreich massenweise illegal im Land lebende Roma aus und brachte damit die EU-Kommission gegen sich auf. Außenpolitisch führte Sarkozy Frankreich 2009 in die NATO-Kommandostruktur zurück und setzte sich 2011 während des Arabischen Frühlings maßgeblich für den Militäreinsatz in Libyen ein.

### 2012–2017: Präsidentschaft Hollandes
Für die Präsidentschaftswahl 2012 wurde François Hollande in einer Vorwahl
zum Kandidaten der Parti socialiste und der PRG bestimmt, die zum ersten Mal für alle Wahlberechtigten offenstand, die sich „zu den Werten der Linken und der Republik“ bekannten. Am 6. Mai 2012 gewann er in der zweiten Runde gegen den Amtsinhaber Nicolas Sarkozy. Zum Premierminister ernannte er Jean-Marc Ayrault, der zwei Jahre später vom vorherigen Innenminister Manuel Valls abgelöst wurde. Eine der ersten umgesetzten Maßnahmen war 2013 die Einführung der gleichgeschlechtlichen Ehe (frz. mariage pour tous), die auch zu Gegendemonstrationen führte (La Manif pour tous). Im Jahr 2014 startete eine Reform der Regionen mit dem Ziel einer Effizienzsteigerung der Verwaltung, durch die es seit Anfang 2016 im europäischen Teil Frankreichs statt der bisherigen 22 nur noch 13 Regionen gibt.
Hollande ist seit Amtsbeginn mit der europaweiten Krise, der zunehmenden Überschuldung von Staat und Sozialsystemen sowie der anhaltenden Deindustrialisierung Frankreichs konfrontiert. In diesem Rahmen werden außerdem Frankreichs Staatsquote, Reformfähigkeit und anderes kritisch diskutiert.
Im Jahr 2015 war Paris von zwei islamistischen Terroranschlägen betroffen: Am 7. Januar 2015 drangen maskierte Täter in die Redaktion der Satirezeitschrift Charlie Hebdo in Paris ein und töteten elf Personen. Daraufhin kam es spontan zu Solidaritätskundgebungen für die insgesamt 17 Opfer des Anschlags, auf denen viele Plakate mit dem Slogan Je suis Charlie („Ich bin Charlie“) zu sehen waren. Am 11. Januar versammelten sich landesweit mindestens 3,7 Millionen Demonstranten, davon allein 1,5 Millionen in Paris, zum sogenannten Republikanischen Marsch, an dem auch 44 Staats- und Regierungschefs aus dem Ausland teilnahmen. Als politische Reaktion wurde die höchste Stufe „alerte attentats“ des Sicherheitsmaßnahmenkatalogs Plan Vigipirate ausgerufen. Am Abend des 13. November verübten Terroristen an sechs verschiedenen Orten in der Stadt Anschläge, bei denen 130 Menschen starben und über dreihundert Menschen teils lebensgefährlich verletzt wurden. Die Angriffsserie richtete sich gegen die Zuschauer eines Fußballspiels im Stade de France, gegen die Besucher eines Rockkonzerts im Bataclan-Theater sowie gegen die Gäste zahlreicher Bars, Cafés und Restaurants. Als Konsequenz auf die Anschläge, zu denen sich die terroristische Vereinigung „Islamischer Staat“ (IS) bekannte, verhängte die Regierung den Ausnahmezustand und rief eine dreitägige Staatstrauer aus.
Als weiteres wichtiges Ereignis des Jahres 2015 fand in Paris vom 30. November bis 12. Dezember die UN-Klimakonferenz unter Vorsitz von Außenminister Laurent Fabius statt, auf der das Übereinkommen von Paris verabschiedet wurde.
Im Dezember 2016 gab Francois Hollande seinen Verzicht auf eine Kandidatur für eine zweite Amtszeit bekannt.

### Seit 2017: Präsidentschaft Macrons
Emmanuel Macron, der ehemalige Wirtschaftsminister im Kabinett von Manuel Valls, konnte die Präsidentschaftswahlen 2017 für sich entscheiden. Er war mit einem sozialliberalen, wirtschaftsliberalen und pro-europäischen Programm angetreten und gewann die zweite Runde gegen Marine Le Pen, die Vorsitzende des Front National. Die Wahlbeteiligung lag jedoch nur bei 42 %. Benoît Hamon, der Kandidat der Linken (Belle alliance populaire), und François Fillon, der Kandidat der Rechten und des Zentrums, schieden beide bereits in der ersten Runde aus. Fillon galt bis zum Bekanntwerden des Verdachts der Veruntreuung öffentlicher Gelder als Favorit für die Wahlen. Noch weit hinter Jean-Luc Mélenchon (La France insoumise) wurde Hamon nur Fünfter.
Nach seinem Amtsantritt ernannte Macron den konservativen Édouard Philippe zum Premierminister. Bei den anschließenden Parlamentswahlen konnte die erst im April 2016 von Macron gegründeten Partei La République en Marche (LREM) die absolute Mehrheit der Sitze gewinnen. In etwa die Hälfte der Kandidaten von LREM kam aus der Zivilgesellschaft ohne bisheriges politisches Amt.
Als Reaktion auf die Rentenreform im Jahr 2023 kam es landesweit Protesten.
Als Folge der Tötung von Nahel Merzouk bei einer Polizeikontrolle am 27. Juni 2023 kam es in ganz Frankreich zu schweren Ausschreitungen.
Im März 2024 wurde das Recht auf Schwangerschaftsabbruch nach einer Entscheidung der Nationalversammlung und des Senats in die Verfassung aufgenommen. Frankreich wurde damit das weltweit erste Land, in der das Recht auf Abtreibung in der Verfassung verbrieft wurde. Bereits zuvor war der Schwangerschaftsabbruch bis zur 14. Schwangerschaftswoche erlaubt.